# الطواف النسائي للاتحاد الدولي لكرة المضرب – 2014 (يناير–مارس)
الطواف النسائي للاتحاد الدولي لكرة المضرب هي نسخة عام 2014 من الجولة الثانية في لعبة كرة المضرب للمحترفات. تنظمها الاتحاد الدولي لكرة المضرب وهي درجة أقل من جولة رابطة محترفات التنس. يتضمن الطواف العالمي لكرة المضرب النسائية برعاية الاتحاد الدولي لكرة المضرب بطولات بجوائز مالية تتراوح من $15،000 إلى $100،000.

## المواسم
| مواسم الطواف العالمي لكرة المضرب النسائية برعاية الاتحاد الدولي لكرة المضرب | مواسم الطواف العالمي لكرة المضرب النسائية برعاية الاتحاد الدولي لكرة المضرب | مواسم الطواف العالمي لكرة المضرب النسائية برعاية الاتحاد الدولي لكرة المضرب | مواسم الطواف العالمي لكرة المضرب النسائية برعاية الاتحاد الدولي لكرة المضرب | مواسم الطواف العالمي لكرة المضرب النسائية برعاية الاتحاد الدولي لكرة المضرب | مواسم الطواف العالمي لكرة المضرب النسائية برعاية الاتحاد الدولي لكرة المضرب | مواسم الطواف العالمي لكرة المضرب النسائية برعاية الاتحاد الدولي لكرة المضرب | مواسم الطواف العالمي لكرة المضرب النسائية برعاية الاتحاد الدولي لكرة المضرب | مواسم الطواف العالمي لكرة المضرب النسائية برعاية الاتحاد الدولي لكرة المضرب | مواسم الطواف العالمي لكرة المضرب النسائية برعاية الاتحاد الدولي لكرة المضرب |
| تسعينيات القرن العشرين                                                      | تسعينيات القرن العشرين                                                      | تسعينيات القرن العشرين                                                      | تسعينيات القرن العشرين                                                      | تسعينيات القرن العشرين                                                      | تسعينيات القرن العشرين                                                      | تسعينيات القرن العشرين                                                      | تسعينيات القرن العشرين                                                      | تسعينيات القرن العشرين                                                      | تسعينيات القرن العشرين                                                      |
| --------------------------------------------------------------------------- | --------------------------------------------------------------------------- | --------------------------------------------------------------------------- | --------------------------------------------------------------------------- | --------------------------------------------------------------------------- | --------------------------------------------------------------------------- | --------------------------------------------------------------------------- | --------------------------------------------------------------------------- | --------------------------------------------------------------------------- | --------------------------------------------------------------------------- |
| 1994                                                                        | 1995                                                                        | 1995                                                                        | 1996                                                                        | 1997                                                                        | 1998                                                                        | 1999                                                                        |                                                                             |                                                                             |                                                                             |
| العقد الأول من القرن 21                                                     |                                                                             |                                                                             |                                                                             |                                                                             |                                                                             |                                                                             |                                                                             |                                                                             |                                                                             |
| 2000                                                                        | 2001                                                                        | 2002                                                                        | 2003                                                                        | 2004                                                                        | 2005                                                                        | 2006                                                                        | 2007                                                                        | 2008 الربع الأول · الربع الثاني · الربع الثالث                              | 2009                                                                        |
| العقد الثاني من القرن 21                                                    |                                                                             |                                                                             |                                                                             |                                                                             |                                                                             |                                                                             |                                                                             |                                                                             |                                                                             |
| 2010 الربع الأول · الربع الثاني · الربع الثالث · الربع الرابع               | 2011 الربع الأول · الربع الثاني · الربع الثالث · الربع الرابع               | 2012 الربع الأول · الربع الثاني · الربع الثالث · الربع الرابع               | 2013 الربع الأول · الربع الثاني · الربع الثالث · الربع الرابع               | 2014 الربع الأول · الربع الثاني · الربع الثالث · الربع الرابع               | 2015 الربع الأول · الربع الثاني · الربع الثالث · الربع الرابع               | 2016 الربع الأول · الربع الثاني · الربع الثالث · الربع الرابع               | 2017 الربع الأول · الربع الثاني · الربع الثالث · الربع الرابع               | 2018 الربع الأول · الربع الثاني · الربع الثالث · الربع الرابع               | 2019 الربع الأول · الربع الثاني · الربع الثالث · الربع الرابع               |
| العقد الثالث من القرن 21                                                    |                                                                             |                                                                             |                                                                             |                                                                             |                                                                             |                                                                             |                                                                             |                                                                             |                                                                             |
| 2020 الربع الأول · الربع الثاني · الربع الثالث · الربع الرابع               | 2021 الربع الأول · الربع الثاني · الربع الثالث · الربع الرابع               | 2022 الربع الأول · الربع الثاني · الربع الثالث · الربع الرابع               | 2023 الربع الأول · الربع الثاني · الربع الثالث · الربع الرابع               | 2024 الربع الأول · الربع الثاني · الربع الثالث · الربع الرابع               | 2025 الربع الأول · الربع الثاني · الربع الثالث · الربع الرابع               |                                                                             |                                                                             |                                                                             |                                                                             |

## المفتاح
| الفئات      | القيمة المالية |
| بطولات W100 | $100,000       |
| بطولات W75  | $75,000        |
| بطولات W50  | $50,000        |
| بطولات W25  | $25,000        |
| بطولات W15  | $15,000        |
| بطولات W10  | $10,000        |

## الأشهر

### يناير
| الأسبوع   | البطولة | الفائزات                                               | الوصيفات                              | المتأهلات لنصف النهائي                 | المتأهلات لربع النهائي                                                |
| --------- | --- | ------------------------------------------------------ | ------------------------------------- | -------------------------------------- | --------------------------------------------------------------------- |
| 30 ديسمبر | هونغ كونغ ملعب صلب $25،000 Singles and doubles draw                                                                               | إليزافيتا كوليتشكوفا 6–2، 6–2                          | زارينا دياز                           | بولين بارمنتييه تشانغ يوكسوان          | مايو هيبي إري هوزمي أولغا سافتشوك هان زينيون                          |
| 30 ديسمبر | هونغ كونغ ملعب صلب $25،000 Singles and doubles draw                                                                               | ميسا إجوشي إري هوزمي 6–4، 6–2                          | زارينا دياز تشانغ لينغ                | بولين بارمنتييه تشانغ يوكسوان          | مايو هيبي إري هوزمي أولغا سافتشوك هان زينيون                          |
| 6 يناير   | فيرو بيتش، الولايات المتحدة ملعب ترابي $25000 قرعة المباريات الفردية والزوجية                                                     | لورا سيجموند 6–3، 7–6(12–10)                           | غابرييلا دابروفسكي                    | آلي كيك بولينا فينوغرادوفا             | ريكا-لوكا ياني سامانثا كراوفورد آن شافير إليتسا كوستوفا               |
| 6 يناير   | فيرو بيتش، الولايات المتحدة ملعب ترابي $25000 قرعة المباريات الفردية والزوجية                                                     | إيرينا خروماتشيفا آلي ويل 7–5، 6–3                     | جاكلين كاكو ساناز ماراند              | آلي كيك بولينا فينوغرادوفا             | ريكا-لوكا ياني سامانثا كراوفورد آن شافير إليتسا كوستوفا               |
| 6 يناير   | فور دو فرانس، مارتينيك، فرنسا ملعب صلب $10000 قرعة المباريات الفردية والزوجية                                                     | إيرينا رامياليسون 6–4، 6–2                             | شيرازاد بنمار                         | أكفيل باراجينسكيت كاميلا روساتيلو      | براندي مينا سيلفيا نجيريتش مانون بيرال كريستينا بلايكيفيتش            |
| 6 يناير   | فور دو فرانس، مارتينيك، فرنسا ملعب صلب $10000 قرعة المباريات الفردية والزوجية                                                     | مانون بيرال كاميلا روساتيلو 6–4، 6–4                   | روزالي فان دير هوك أكفيل باراجينسكيت  | أكفيل باراجينسكيت كاميلا روساتيلو      | براندي مينا سيلفيا نجيريتش مانون بيرال كريستينا بلايكيفيتش            |
| 6 يناير   | أورانغ آباد، الهند ملعب ترابي $10000 قرعة المباريات الفردية والزوجية                                                              | سوجانيا بافيستيتي 5–7، 6–4، 6–4                        | برارثانا ثومبار                       | بريرنا بامبري نيدي شيولومولا           | أنكيتا راينا روتوجا بسالي ريشيكا سانكارا ناتاشا بالا                  |
| 6 يناير   | أورانغ آباد، الهند ملعب ترابي $10000 قرعة المباريات الفردية والزوجية                                                              | أنكيتا راينا برارثانا ثومبار 6–3، 6–3                  | شويتا رنا ريشيكا سانكارا              | بريرنا بامبري نيدي شيولومولا           | أنكيتا راينا روتوجا بسالي ريشيكا سانكارا ناتاشا بالا                  |
| 13 يناير  | بورت سانت لوسي، الولايات المتحدة ملعب ترابي $25،000 قرعة المباريات الفردية والزوجية نسخة محفوظة 2014-10-09 على موقع واي باك مشين. | فرانسواز أبندا 6–3، 6–4                                | هايدي الطباخ                          | تيودورا ميرسك لورا سيجموند             | Jamie Loeb إيرينا خروماتشيفا Mari Osaka ناو هيبينو                    |
| 13 يناير  | بورت سانت لوسي، الولايات المتحدة ملعب ترابي $25،000 قرعة المباريات الفردية والزوجية نسخة محفوظة 2014-10-09 على موقع واي باك مشين. | Réka-Luca Jani إيرينا خروماتشيفا 6–4، 6–4              | يان أبازا لويزا تشيريكو               | تيودورا ميرسك لورا سيجموند             | Jamie Loeb إيرينا خروماتشيفا Mari Osaka ناو هيبينو                    |
| 13 يناير  | شرم الشيخ، مصر ملعب صلب $10،000 قرعة المباريات الفردية والزوجية                                                                   | ايبك سويلو 6–3، 7–6(7–0)                               | ديسبينا باباميتشايل                   | Yuuki Tanaka كوني بيرين                | ديا هردجلاش Valeria Prosperi جانينا تولين Yang Zi                     |
| 13 يناير  | شرم الشيخ، مصر ملعب صلب $10،000 قرعة المباريات الفردية والزوجية                                                                   | ميليس سيزر ايبك سويلو 4–6، 6–4، [10–3]                 | ديسبينا باباميتشايل Gaia Sanesi       | Yuuki Tanaka كوني بيرين                | ديا هردجلاش Valeria Prosperi جانينا تولين Yang Zi                     |
| 13 يناير  | سان مارتين، غوادلوب، فرنسا ملعب صلب $10،000 قرعة المباريات الفردية والزوجية                                                       | شو تشينغ ون 4–6، 6–4، 6–0                              | Sonja Molnar                          | شيرازاد بينامار ليا تولي               | دانييل ميلز كاميلا روساتيلو دينيس موريسان مايا ماجيل                  |
| 13 يناير  | سان مارتين، غوادلوب، فرنسا ملعب صلب $10،000 قرعة المباريات الفردية والزوجية                                                       | كريستينا بلايكيفيتش براندي مينا 7–5، 6–2               | كلوي باكيوت ليا تولي                  | شيرازاد بينامار ليا تولي               | دانييل ميلز كاميلا روساتيلو دينيس موريسان مايا ماجيل                  |
| 13 يناير  | شتوتغارت-شتامهايم، ألمانيا ملعب صلب (داخلي) $10،000 قرعة المباريات الفردية والزوجية                                               | كاثينكا فون ديكمان 6–4، 6–4                            | جوليا تيرزيسكا                        | لارا ميشيل لورا شايدر                  | كارين كينيل يانا موردرجر لينا روفر بوريسلافا بوتوشاروفا               |
| 13 يناير  | شتوتغارت-شتامهايم، ألمانيا ملعب صلب (داخلي) $10،000 قرعة المباريات الفردية والزوجية                                               | كارولين دانيلز لورا شايدر 4–6، 6–1، [10–7]             | كارين كينيل ليزا بونومار              | لارا ميشيل لورا شايدر                  | كارين كينيل يانا موردرجر لينا روفر بوريسلافا بوتوشاروفا               |
| 13 يناير  | تيناخو، إسبانيا ملعب صلب $10،000 قرعة المباريات الفردية والزوجية                                                                  | أناستازيا جريمالسكا 6–3، 6–3                           | ناتاشا فوروكلاس                       | باربارا هاس أرابيلا فرنانديز رابنير    | كلوديا جيوفين بيا كونينغ أليس ماتيوكسي أليس باكوي                     |
| 13 يناير  | تيناخو، إسبانيا ملعب صلب $10،000 قرعة المباريات الفردية والزوجية                                                                  | شارلوت فان دير ميج كيلي فيرستيج 2–6، 7–6(7–5)، [10–6]  | كلوديا جيوفين أليس ماتيوكسي           | باربارا هاس أرابيلا فرنانديز رابنير    | كلوديا جيوفين بيا كونينغ أليس ماتيوكسي أليس باكوي                     |
| 13 يناير  | غلاسكو، المملكة المتحدة ملعب صلب (داخلي) $10،000 قرعة المباريات الفردية والزوجية                                                  | تارا مور 6–3، 6–1                                      | ميرتل جورج                            | كاتي دان جيد ويندلي                    | آنا سميث أنجيليكا موراتيلي مارتينا بوريسكا تيس سوجنو                  |
| 13 يناير  | غلاسكو، المملكة المتحدة ملعب صلب (داخلي) $10،000 قرعة المباريات الفردية والزوجية                                                  | جوسلين ري آنا سميث 4–6، 6–2، [10–4]                    | مارتينا بوريسكا تيريزا ماليكوفا       | كاتي دان جيد ويندلي                    | آنا سميث أنجيليكا موراتيلي مارتينا بوريسكا تيس سوجنو                  |
| 20 يناير  | أندريزيو-بوثيون، فرنسا ملعب صلب (indoor) $25،000 قرعة المباريات الفردية والزوجية نسخة محفوظة 2014-01-24 على موقع واي باك مشين.    | تيميا باشينسكي 6–1، 6–1                                | يساليني بونافنتور                     | دروتيجا إريك أنيت كونتافيت             | Cindy Burger يوليا بيجيلزيمير ستيفاني فورتز جاكون بولين بارمنتييه     |
| 20 يناير  | أندريزيو-بوثيون، فرنسا ملعب صلب (indoor) $25،000 قرعة المباريات الفردية والزوجية نسخة محفوظة 2014-01-24 على موقع واي باك مشين.    | يوليا بيجيلزيمير كاتيرينا كوزلوفا 6–3، 3–6، [10–8]     | تيميا باشينسكي كريستينا بارويس        | دروتيجا إريك أنيت كونتافيت             | Cindy Burger يوليا بيجيلزيمير ستيفاني فورتز جاكون بولين بارمنتييه     |
| 20 يناير  | سندرلاند، المملكة المتحدة ملعب صلب (indoor) $25،000 قرعة المباريات الفردية والزوجية نسخة محفوظة 2014-10-24 على موقع واي باك مشين. | أن صوفي ميستاتش 6–1، 6–4                               | فيكتوريا غولوبيتش                     | فاليريا سافينيخ تيريزا سميتكوفا        | تشالا بويوكاكاتشاي إيمي بوتل كارينا ويثوفت تارا مور                   |
| 20 يناير  | سندرلاند، المملكة المتحدة ملعب صلب (indoor) $25،000 قرعة المباريات الفردية والزوجية نسخة محفوظة 2014-10-24 على موقع واي باك مشين. | جوسلين ري Anna Smith 6–1، 6–1                          | أغنس بوكتا فيكتوريا توموفا            | فاليريا سافينيخ تيريزا سميتكوفا        | تشالا بويوكاكاتشاي إيمي بوتل كارينا ويثوفت تارا مور                   |
| 20 يناير  | دايتونا بيتش، الولايات المتحدة ملعب ترابي $25،000 قرعة المباريات الفردية والزوجية نسخة محفوظة 2014-01-24 على موقع واي باك مشين.   | آنا تاتيشفيلي 6–1، 6–3                                 | آلي كيك                               | لورا سيجموند كريستينا دينو             | تايلور تاونسند لويزا تشيريكو ستيفاني دوبوا كاتيرينا كرابرروفا         |
| 20 يناير  | دايتونا بيتش، الولايات المتحدة ملعب ترابي $25،000 قرعة المباريات الفردية والزوجية نسخة محفوظة 2014-01-24 على موقع واي باك مشين.   | نيكول ميليخار تيودورا ميرسك 7–6(5–7)، 6–7(7–1)، [1–10] | آسيا محمد آلي ويل                     | لورا سيجموند كريستينا دينو             | تايلور تاونسند لويزا تشيريكو ستيفاني دوبوا كاتيرينا كرابرروفا         |
| 20 يناير  | شرم الشيخ، مصر ملعب صلب $10،000 قرعة المباريات الفردية والزوجية                                                                   | تشانغ لينغ 1–6، 5–7                                    | بولينا ليكينا                         | داريا كاساتكينا ايبك سويلو             | يانغ زي يوكي تانكا كوني بيرين فيرونيكا كابشاي                         |
| 20 يناير  | شرم الشيخ، مصر ملعب صلب $10،000 قرعة المباريات الفردية والزوجية                                                                   | فالنتينا إيفاكنينكو فيرونيكا كابشاي 6–3، 4–6، [5–10]   | ميليس سيزر ايبك سويلو                 | داريا كاساتكينا ايبك سويلو             | يانغ زي يوكي تانكا كوني بيرين فيرونيكا كابشاي                         |
| 20 يناير  | بيتي-بور، جوادلوب، فرنسا ملعب صلب $10،000 قرعة المباريات الفردية والزوجية                                                         | شيرازاد بنامار 6–3، 3–6، 1–6                           | خريستينا بلايكيفيتش                   | دينيس موريسان أودري ألبي               | كيرين شلومو رايان فوستر أليس راميه ويندي زانغ                         |
| 20 يناير  | بيتي-بور، جوادلوب، فرنسا ملعب صلب $10،000 قرعة المباريات الفردية والزوجية                                                         | شو تشينغ ون ويندي زانغ 7–5، 6–0                        | أودري ألبي مانون بيرال                | دينيس موريسان أودري ألبي               | كيرين شلومو رايان فوستر أليس راميه ويندي زانغ                         |
| 20 يناير  | كارست (مدينة)، ألمانيا سجاد (داخلي) $10،000 قرعة المباريات الفردية والزوجية                                                       | ناستجا كولار 4–6، 6–1، 6–4                             | ناتيلا دزالاميدزه                     | لورا شايدر فيرونيكا كوديرميتوفا        | تيس سوجنو هانا لاندنير أنجيليك فان دير ميت ليندا برينكوفيتش           |
| 20 يناير  | كارست (مدينة)، ألمانيا سجاد (داخلي) $10،000 قرعة المباريات الفردية والزوجية                                                       | أولغا إيانشوك ناستجا كولار 7–5، 6–3                    | فيفيان هيسن ليندا برينكوفيتش          | لورا شايدر فيرونيكا كوديرميتوفا        | تيس سوجنو هانا لاندنير أنجيليك فان دير ميت ليندا برينكوفيتش           |
| 20 يناير  | تيناجو، إسبانيا ملعب صلب $10،000 قرعة المباريات الفردية والزوجية                                                                  | كلوديا جيوفين 6–3، 0–6، 6–2                            | لورا بوس تيو                          | يوليانا ليزارازو إيوانا لوريدانا روسكا | إيفون كافالي ريميرس اليسي ميرتنز أرابيلا فيرنانديز رابنير ميلاني ستوك |
| 20 يناير  | تيناجو، إسبانيا ملعب صلب $10،000 قرعة المباريات الفردية والزوجية                                                                  | ديبورا كييزا يوليانا ليزارازو 6–2، 3–6، [13–11]        | أرابيلا فيرنانديز رابنير اليسي ميرتنز | يوليانا ليزارازو إيوانا لوريدانا روسكا | إيفون كافالي ريميرس اليسي ميرتنز أرابيلا فيرنانديز رابنير ميلاني ستوك |
| 27 يناير  | ماكدونالدز بيرني الدولية بيرني، أستراليا ملعب صلب $50،000 فردي – زوجي                                                             | ميسا إجوشي 4–6، 6–2، 6–3                               | إليزافيتا كوليتشكوفا                  | إيرينا بافلوفيتش أرينا روديونوفا       | ماجدا لينيت أوليفيا روجوفسكا جاسمين باوليني إيلين بيريز               |
| 27 يناير  | ماكدونالدز بيرني الدولية بيرني، أستراليا ملعب صلب $50،000 فردي – زوجي                                                             | جارميلا جايدوسوفا ستورم ساندرز 6–4، 6–4                | إري هوزمي ميكي ميامرا                 | إيرينا بافلوفيتش أرينا روديونوفا       | ماجدا لينيت أوليفيا روجوفسكا جاسمين باوليني إيلين بيريز               |
| 27 يناير  | شرم الشيخ، مصر ملعب صلب $10،000 قرعة المباريات الفردية والزوجية                                                                   | داريا كاساتكينا 6–3، 6–4                               | برنيلا منديسوفا                       | فالينتينا إيفاخنينكو بولينا ليكينا     | جانينا تولين باربارا بونيتش إميلي ويبلي سميث فاليريا بروسبيري         |
| 27 يناير  | شرم الشيخ، مصر ملعب صلب $10،000 قرعة المباريات الفردية والزوجية                                                                   | فالينتينا إيفاخنينكو فيرونيكا كابشاي 7–6(7–5)، 6–2     | بولينا ليكينا ديسبينا باباميتشايل     | فالينتينا إيفاخنينكو بولينا ليكينا     | جانينا تولين باربارا بونيتش إميلي ويبلي سميث فاليريا بروسبيري         |
| 27 يناير  | تيناجو، إسبانيا ملعب صلب $10،000 قرعة المباريات الفردية والزوجية                                                                  | لورا بوس تيو 6–0، 6–3                                  | ناتاشا فوروكلاس                       | أرابيلا فرنانديز رابنر اليسي ميرتنز    | فاليريا سافينيخ يومي ناكانو ماريا سكاري كيرين ليموين                  |
| 27 يناير  | تيناجو، إسبانيا ملعب صلب $10،000 قرعة المباريات الفردية والزوجية                                                                  | إيوانا لوريدانا روسكا هيكاري ياماموتو 6–1، 6–1         | أرابيلا فرنانديز رابنر اليسي ميرتنز   | أرابيلا فرنانديز رابنر اليسي ميرتنز    | فاليريا سافينيخ يومي ناكانو ماريا سكاري كيرين ليموين                  |
| 27 يناير  | أنطاليا، تركيا ملعب ترابي $10،000 قرعة المباريات الفردية والزوجية                                                                 | سفيتلانا بيراژنكا 6–3، 6–1                             | جاسمينا تينجيتش                       | ايرينا ماريا بارا فاندا لوكاش          | غابرييلا تلابا فيكتوريا مونتين باتريسيا ماريا تيغ إيكاترين جورجودزي   |
| 27 يناير  | أنطاليا، تركيا ملعب ترابي $10،000 قرعة المباريات الفردية والزوجية                                                                 | سفيتلانا بيراژنكا أليونا سوتنيكوفا 7–5، 1–6، [10–7]    | ايرينا ماريا بارا ديانا بوزين         | ايرينا ماريا بارا فاندا لوكاش          | غابرييلا تلابا فيكتوريا مونتين باتريسيا ماريا تيغ إيكاترين جورجودزي   |

### فبراير
| الأسبوع   | البطولة | الفائزات                                                        | الوصيفات                                         | المتأهلات لنصف النهائي                | المتأهلات لربع النهائي                                                  |
| --------- | --- | --------------------------------------------------------------- | ------------------------------------------------ | ------------------------------------- | ----------------------------------------------------------------------- |
| 3 فبراير  | لاونسستون تنس الدولية لاونسستون، أستراليا ملعب صلب $50،000 فردي – زوجي                                                              | أوليفيا روجوفسكا 5–7، 6–4، 6–0                                  | إيرينا بافلوفيتش                                 | إري هوزمي إريكا سما                   | أزرا هاجيتش نايومي برودي تشانغ يوكسوان إليزافيتا كوليتشكوفا             |
| 3 فبراير  | لاونسستون تنس الدولية لاونسستون، أستراليا ملعب صلب $50،000 فردي – زوجي                                                              | مونيك أدامكزاك أوليفيا روجوفسكا 6–2، 6–4                        | كامونوين بوايام زوزانا زلوتشوفا                  | إري هوزمي إريكا سما                   | أزرا هاجيتش نايومي برودي تشانغ يوكسوان إليزافيتا كوليتشكوفا             |
| 3 فبراير  | غرونوبل، فرنسا ملعب صلب (داخلي) $25،000 قرعة المباريات الفردية والزوجية نسخة محفوظة 2014-01-22 على موقع واي باك مشين.               | بولين بارمنتييه 2–6، 6–0، 6–4                                   | أناستاسيا فاسيليفا                               | كونستانس سيبيل كاتيرينا كوزلوفا       | أمرا ساديكوفيتش دوروتيجا إريتش هارموني تان جوليا جاتو مونتيكوني         |
| 3 فبراير  | غرونوبل، فرنسا ملعب صلب (داخلي) $25،000 قرعة المباريات الفردية والزوجية نسخة محفوظة 2014-01-22 على موقع واي باك مشين.               | صوفيا شاباتافا أناستاسيا فاسيليفا 6–1، 6–4                      | مارجريتا جاسباريان كاتيرينا كوزلوفا              | كونستانس سيبيل كاتيرينا كوزلوفا       | أمرا ساديكوفيتش دوروتيجا إريتش هارموني تان جوليا جاتو مونتيكوني         |
| 3 فبراير  | شرم الشيخ، مصر ملعب صلب $10،000 قرعة المباريات الفردية والزوجية                                                                     | ماري بينوا 6–3، 6–4                                             | جاي آو                                           | سارا أوتومانو أنستاسيا بريبيلوفا      | ماجالي كيمبين آنا مورجينا كارين كينيل ناجي هاناطاني                     |
| 3 فبراير  | شرم الشيخ، مصر ملعب صلب $10،000 قرعة المباريات الفردية والزوجية                                                                     | جاي آو ناتاشا بالها 6–4، 6–1                                    | داجمارا باشكوفا جاننيك ويكرينك                   | سارا أوتومانو أنستاسيا بريبيلوفا      | ماجالي كيمبين آنا مورجينا كارين كينيل ناجي هاناطاني                     |
| 3 فبراير  | تيناجو، إسبانيا ملعب صلب $10،000 قرعة المباريات الفردية والزوجية                                                                    | لورا بوس تيو 6–3، 3–6، 6–2                                      | آنا ريموندينا                                    | لو جياجينغ يانا بوتشينا               | آنا كلاسِن إيوانا لوريدانا روسكا إينيس فيرير سواريز إليانور دين          |
| 3 فبراير  | تيناجو، إسبانيا ملعب صلب $10،000 قرعة المباريات الفردية والزوجية                                                                    | بترا يانوسكوفا لو جياجينغ 7–5، 5–7، [10–6]                      | اليسي ميرتنز بيرنيس فان دي فيلدي                 | لو جياجينغ يانا بوتشينا               | آنا كلاسِن إيوانا لوريدانا روسكا إينيس فيرير سواريز إليانور دين          |
| 3 فبراير  | أنطاليا، تركيا ملعب ترابي $10،000 قرعة المباريات الفردية والزوجية                                                                   | باتريسيا ماريا تيغ 5–7، 6–1، 6–3                                | أليونا سوتنيكوفا                                 | لورا-إيوانا أندري ليزا بونومار        | ميلانا شْبرِمو سفياتلانا بيرازينكا صوفيا كفاتسابايا إيكاترين جورجودزي     |
| 3 فبراير  | أنطاليا، تركيا ملعب ترابي $10،000 قرعة المباريات الفردية والزوجية                                                                   | أنيتا حُسريتش أليونا سوتنيكوفا 5–7، 6–4، [10–6]                  | لورا-إيوانا أندري سفياتلانا بيرازينكا            | لورا-إيوانا أندري ليزا بونومار        | ميلانا شْبرِمو سفياتلانا بيرازينكا صوفيا كفاتسابايا إيكاترين جورجودزي     |
| 10 فبراير | داو كورنينغ تنس كلاسيك ميدلاند، الولايات المتحدة ملعب صلب (داخلي) $100،000 فردي – زوجي                                              | هيذر واتسون 6–4، 6–0                                            | كسينيا بيرفاك                                    | شارون فيشمان صوفيا أرفيدسون           | أورزولا رادفانسكا فيسنا دولونك أولجا جوفورتسوفا لورين ديفيس             |
| 10 فبراير | داو كورنينغ تنس كلاسيك ميدلاند، الولايات المتحدة ملعب صلب (داخلي) $100،000 فردي – زوجي                                              | آنا تاتيشفيلي هيذر واتسون 7–5، 5–7، [10–6]                      | شارون فيشمان ماريا سانشيز                        | شارون فيشمان صوفيا أرفيدسون           | أورزولا رادفانسكا فيسنا دولونك أولجا جوفورتسوفا لورين ديفيس             |
| 10 فبراير | ساو باولو، البرازيل ملعب ترابي $25،000 قرعة المباريات الفردية والزوجية نسخة محفوظة 2014-08-17 على موقع واي باك مشين.                | ستيفاني فوجت 6–1، 6–4                                           | مارينا ميلنيكوفا                                 | ديناه بفيزينماير ماريانا دوكي         | ماريا إيروغيين أدريانا بيريز بياتريس غارسيا فيداجاني بيانكا بوتو        |
| 10 فبراير | ساو باولو، البرازيل ملعب ترابي $25،000 قرعة المباريات الفردية والزوجية نسخة محفوظة 2014-08-17 على موقع واي باك مشين.                | بياتريس غارسيا فيداجاني ديناه بفيزينماير 7–6(10–8)، 4–6، [10–8] | ماريانا دوكي باولا كريستينا غونسالفيس            | ديناه بفيزينماير ماريانا دوكي         | ماريا إيروغيين أدريانا بيريز بياتريس غارسيا فيداجاني بيانكا بوتو        |
| 10 فبراير | رانشو سانتا في، الولايات المتحدة ملعب صلب $25،000 قرعة المباريات الفردية والزوجية نسخة محفوظة 2014-01-22 على موقع واي باك مشين.     | تاميرا باسيك 6–1، 6–1                                           | شاكو أوياما                                      | ساناز ماراند غابرييلا دابروفسكي       | تشيه-يو هسو مايو هيبي دانييل لاو إيما كريستين هيغوتشي                   |
| 10 فبراير | رانشو سانتا في، الولايات المتحدة ملعب صلب $25،000 قرعة المباريات الفردية والزوجية نسخة محفوظة 2014-01-22 على موقع واي باك مشين.     | سامانثا كراوفورد شو يفيان 3–6، 6–2، [12–10]                     | دانييل لاو كيري وونغ                             | ساناز ماراند غابرييلا دابروفسكي       | تشيه-يو هسو مايو هيبي دانييل لاو إيما كريستين هيغوتشي                   |
| 10 فبراير | تالين، إستونيا ملعب صلب (داخلي) $15،000 قرعة المباريات الفردية والزوجية                                                             | تيميا باشينسكي 6–3، 6–3                                         | أنيت كونتافيت                                    | جانا بوزنيخرينكو بولينا فينوغرادوفا   | كارن باربات إيفا واكانو نينا تساندر ليدزيا ماروزافا                     |
| 10 فبراير | تالين، إستونيا ملعب صلب (داخلي) $15،000 قرعة المباريات الفردية والزوجية                                                             | صوفيا شاباتافا ماشا زيك بشكيريتش 6–4، 7–6(7–4)                  | أغنيس بوكتا فيكتوريا توموفا                      | جانا بوزنيخرينكو بولينا فينوغرادوفا   | كارن باربات إيفا واكانو نينا تساندر ليدزيا ماروزافا                     |
| 10 فبراير | شرم الشيخ، مصر ملعب صلب $10،000 قرعة المباريات الفردية والزوجية                                                                     | غاي آو 5–7، 7–6(7–4)، 6–2                                       | كارين كينيل                                      | ماري بينوا آنا فيسيلينوفيتش           | بياتريس لومباردو إلينا فان دير سيبت إلينا-تيودورا كادار يفغينيا باشكوفا |
| 10 فبراير | شرم الشيخ، مصر ملعب صلب $10،000 قرعة المباريات الفردية والزوجية                                                                     | يفغينيا باشكوفا آنا فيسيلينوفيتش 2–6، 6–0، [10–4]               | جوليا بروتزوني إلينا-تيودورا كادار               | ماري بينوا آنا فيسيلينوفيتش           | بياتريس لومباردو إلينا فان دير سيبت إلينا-تيودورا كادار يفغينيا باشكوفا |
| 10 فبراير | تيناجو، إسبانيا ملعب صلب $10،000 قرعة المباريات الفردية والزوجية                                                                    | إليانور دين 6–1، 6–7(2–7)، 7–6(7–3)                             | أكفيل باراجينسكيت                                | آنا ريموندينا جيد سوفريجن             | لو جياجينغ كلوي باكيوت آنا كلاسين ماديسون ويستبي                        |
| 10 فبراير | تيناجو، إسبانيا ملعب صلب $10،000 قرعة المباريات الفردية والزوجية                                                                    | هادلي بيرغ ماديسون ويستبي 6–4، 6–2                              | يوشيمي كاواساكي يومي ناكانو                      | آنا ريموندينا جيد سوفريجن             | لو جياجينغ كلوي باكيوت آنا كلاسين ماديسون ويستبي                        |
| 10 فبراير | ستوكهولم، السويد ملعب صلب (داخلي) $10،000 قرعة المباريات الفردية والزوجية                                                           | أولغا يانتشوك 6–0، 6–0                                          | كاترينا فانكوفا                                  | كلارتج ليبنس كورنيليا ليستر           | إلين ألجروين مارين بارتو زوزانا لوكناروفا نورا نيدميرس                  |
| 10 فبراير | ستوكهولم، السويد ملعب صلب (داخلي) $10،000 قرعة المباريات الفردية والزوجية                                                           | كارولين دانيلز مارجريتا لازاريفا 7–5، 6–3                       | لويزا ماري هوبر نورا نيدميرس                     | كلارتج ليبنس كورنيليا ليستر           | إلين ألجروين مارين بارتو زوزانا لوكناروفا نورا نيدميرس                  |
| 10 فبراير | نونثابوري، تايلاند ملعب صلب $10،000 قرعة المباريات الفردية والزوجية                                                                 | نودنيدا لوانجنام 6–3، 6–4                                       | وين شين                                          | كامونوان بوايام تشانغ لينغ            | كانغ سيو-كيونغ ميو كاتو هان زينيون تشانغ كيلين                          |
| 10 فبراير | نونثابوري، تايلاند ملعب صلب $10،000 قرعة المباريات الفردية والزوجية                                                                 | فاراتشايا وونجتينتشاي تشانغ لينغ 2–6، 6–2، [12–10]              | تانغ هوتشين تيان ران                             | كامونوان بوايام تشانغ لينغ            | كانغ سيو-كيونغ ميو كاتو هان زينيون تشانغ كيلين                          |
| 10 فبراير | أنطاليا، تركيا ملعب ترابي $10،000 قرعة المباريات الفردية والزوجية                                                                   | باتريسيا ماريا تيغ 6–3، 6–2                                     | صوفيا كفاتسابايا                                 | لينكا جريكوفا إيرينا ماريا بارا       | يانغ زاوكسوان إيكاترين جورجودزي جوليا ستاماتوفا كريستينا شاكوفيتس       |
| 10 فبراير | أنطاليا، تركيا ملعب ترابي $10،000 قرعة المباريات الفردية والزوجية                                                                   | لي ييهونغ تشو لين 6–2، ret.                                     | غابرييلا تالابا باتريسيا ماريا تيغ               | لينكا جريكوفا إيرينا ماريا بارا       | يانغ زاوكسوان إيكاترين جورجودزي جوليا ستاماتوفا كريستينا شاكوفيتس       |
| 17 فبراير | ONGC–GAIL Delhi Open نيودلهي، الهند ملعب صلب $25٬000 فردي – زوجي                                                                    | وانغ كيانغ 6–1، 6–3                                             | يوليا بيجيلزيمير                                 | كرمن إيلونا أولغا سافتشوك             | إريكا سما يوريكا سما أنكيطا راينا فاراتشايا وونجتينتشاي                 |
| 17 فبراير | ONGC–GAIL Delhi Open نيودلهي، الهند ملعب صلب $25٬000 فردي – زوجي                                                                    | نيشا ليرتبيتاكسينتشاي بينجتارن بليبويتش 7–6(7–5)، 6–3           | إريكا سما يوريكا سما                             | كرمن إيلونا أولغا سافتشوك             | إريكا سما يوريكا سما أنكيطا راينا فاراتشايا وونجتينتشاي                 |
| 17 فبراير | موسكو، روسيا ملعب صلب (صالة) $25٬000 قرعة المباريات الفردية والزوجية                                                                | أليكساندرا ساسنوفيتش 6–3، 6–2                                   | أنيت كونتافيت                                    | مارغريتا جاسباريان كسينيا بيرفاك      | صوفيا شاباتافا مايا كاتسيتادزه شاخلو سعيدوفا ناتيلا دزالاميدزه          |
| 17 فبراير | موسكو، روسيا ملعب صلب (صالة) $25٬000 قرعة المباريات الفردية والزوجية                                                                | فالنتينا إيفاخنينكو كاترينا كوزلوفا 7–6(8–6)، 6–4               | فيرونيكا كوديرميتوفا سفيتلانا برازينكا           | مارغريتا جاسباريان كسينيا بيرفاك      | صوفيا شاباتافا مايا كاتسيتادزه شاخلو سعيدوفا ناتيلا دزالاميدزه          |
| 17 فبراير | كروزلينغن (سويسرا)، سويسرا سجاد (صالة) $25٬000 قرعة المباريات الفردية والزوجية نسخة محفوظة 2014-01-22 على موقع واي باك مشين.        | ميكايلا كرايتشيك 6–4، 7–6(7–5)                                  | تيميا باشينسكي                                   | بترا كرجسوفا إيكاترينا ألكسندروفا     | ألكسندرا كرونتش ريبيكا سرامكوفا كريستينا بارويس Tayisiya Morderger      |
| 17 فبراير | كروزلينغن (سويسرا)، سويسرا سجاد (صالة) $25٬000 قرعة المباريات الفردية والزوجية نسخة محفوظة 2014-01-22 على موقع واي باك مشين.        | إيفا بيرنروفا ميكايلا كرايتشيك 6–1، 4–6، [10–6]                 | ألكسندرا كرونتش أمرا ساديكوفيتش                  | بترا كرجسوفا إيكاترينا ألكسندروفا     | ألكسندرا كرونتش ريبيكا سرامكوفا كريستينا بارويس Tayisiya Morderger      |
| 17 فبراير | نوتنغهام، المملكة المتحدة ملعب صلب (indoor) $25،000 قرعة الفردي والزوجي نسخة محفوظة 2014-07-25 على موقع واي باك مشين.               | إيكاترينا بيشكوفا 3–0، انسحاب                                   | بولين بارمنتييه                                  | ريناتا فوراكوفا آنا فرلجيتش           | ديانا مارسنكفيتشا تارا مور كارينا ويثوفت أنجيليك فان دير ميت            |
| 17 فبراير | نوتنغهام، المملكة المتحدة ملعب صلب (indoor) $25،000 قرعة الفردي والزوجي نسخة محفوظة 2014-07-25 على موقع واي باك مشين.               | جوسلين ري آنا سميث 7–6(8–6)، 6–4                                | نايومي برودي ريناتا فوراكوفا                     | ريناتا فوراكوفا آنا فرلجيتش           | ديانا مارسنكفيتشا تارا مور كارينا ويثوفت أنجيليك فان دير ميت            |
| 17 فبراير | سوربرايز، الولايات المتحدة ملعب صلب $25،000 قرعة المباريات الفردية والزوجية نسخة محفوظة 2014-10-09 على موقع واي باك مشين.           | يوفانا ياكشيتش 4–6، 7–6(15–13)، 7–5                             | تاميرا باسيك                                     | جوليا بوسوروب صوفيا أرفيدسون          | ألكسندرا فوزنياك ساناز ماراند مايو هيبي لويزا تشيريكو                   |
| 17 فبراير | سوربرايز، الولايات المتحدة ملعب صلب $25،000 قرعة المباريات الفردية والزوجية نسخة محفوظة 2014-10-09 على موقع واي باك مشين.           | شاكو أوياما إري هوزمي 6–3، 7–5                                  | ساناز ماراند أشلي وينهولد                        | جوليا بوسوروب صوفيا أرفيدسون          | ألكسندرا فوزنياك ساناز ماراند مايو هيبي لويزا تشيريكو                   |
| 17 فبراير | سالزبوري، أستراليا ملعب صلب $15،000 قرعة المباريات الفردية والزوجية                                                                 | جانغ سو جونج 6–3، 7–6(8–6)                                      | وانغ يافان                                       | ميسا إجوشي هيروكو كواتا               | هسو وين هسين زوزانا زلوخوفا فيكتوريا راجيسيك أليسون باي                 |
| 17 فبراير | سالزبوري، أستراليا ملعب صلب $15،000 قرعة المباريات الفردية والزوجية                                                                 | ميسا إجوشي ميكي ميامرا 6–2، 6–2                                 | جانغ سو جونج لي سو را                            | ميسا إجوشي هيروكو كواتا               | هسو وين هسين زوزانا زلوخوفا فيكتوريا راجيسيك أليسون باي                 |
| 17 فبراير | آلتنكيرشن، ألمانيا سجادة (داخلية) $15،000 قرعة المباريات الفردية والزوجية                                                           | إيرينا شيمانوفيتش 6–1، 7–6(7–3)                                 | ريكا-لوك جانى                                    | كارولين دانيلز كاترينا فانكوفا        | لورا شايدر فيرينا هوفر لو جياجينغ بيرنيلا منديسوفا                      |
| 17 فبراير | آلتنكيرشن، ألمانيا سجادة (داخلية) $15،000 قرعة المباريات الفردية والزوجية                                                           | كارولين دانيلز لورا شايدر 1–6، 6–4، [10–7]                      | كلوديا جيوفين جوستين أوزجا                       | كارولين دانيلز كاترينا فانكوفا        | لورا شايدر فيرينا هوفر لو جياجينغ بيرنيلا منديسوفا                      |
| 17 فبراير | بوينس آيرس، الأرجنتين ملعب ترابي $10،000 قرعة المباريات الفردية والزوجية                                                            | شانيل سيموندز 6–2، 6–2                                          | يوليا كالابينا                                   | جولييتا لارا إستابلي فاندا لوكاش      | فيكتوريا بوثيو ناديه بودوروسكا فرناندا بريتو كارلا لوسيرو               |
| 17 فبراير | بوينس آيرس، الأرجنتين ملعب ترابي $10،000 قرعة المباريات الفردية والزوجية                                                            | يوليا كالابينا إيرينا خروماتشيفا 6–3، 6–2                       | فرناندا بريتو كارولينا دي لوس سانتوس             | جولييتا لارا إستابلي فاندا لوكاش      | فيكتوريا بوثيو ناديه بودوروسكا فرناندا بريتو كارلا لوسيرو               |
| 17 فبراير | شرم الشيخ، مصر ملعب صلب $10،000 قرعة المباريات الفردية والزوجية                                                                     | آنا فيسيلينوفيتش 7–5، 5–7، 6–3                                  | باربارا هاس                                      | ديمي شورس دومينيكا باتيروفا           | يوجينيا باشكوفا أغاتا بارانكا زارا رازافيمهاتراترا أليسيا بيران         |
| 17 فبراير | شرم الشيخ، مصر ملعب صلب $10،000 قرعة المباريات الفردية والزوجية                                                                     | يوجينيا باشكوفا آنا فيسيلينوفيتش 6–2، 6–1                       | زارا رازافيمهاتراترا ديمي شورس                   | ديمي شورس دومينيكا باتيروفا           | يوجينيا باشكوفا أغاتا بارانكا زارا رازافيمهاتراترا أليسيا بيران         |
| 17 فبراير | مشكون، فرنسا ملعب صلب (indoor) $10،000 قرعة المباريات الفردية والزوجية                                                              | إيفا واكانو 6–1، 7–6(7–4)                                       | هارموني تان                                      | إيوانا لوريدانا روسكا مارجو ييروليموس | كارولين روميو لينا باتشولسكي جوزيفا آدم أليكس كولومبون                  |
| 17 فبراير | مشكون، فرنسا ملعب صلب (indoor) $10،000 قرعة المباريات الفردية والزوجية                                                              | أودري ألبي كيني ليسن 6–3، 2–6، [10–8]                           | كاميلا روزاتيلو فيديريكا دي سارا                 | إيوانا لوريدانا روسكا مارجو ييروليموس | كارولين روميو لينا باتشولسكي جوزيفا آدم أليكس كولومبون                  |
| 17 فبراير | بالما نوفا، إسبانيا ملعب ترابي $10،000 قرعة المباريات الفردية والزوجية                                                              | إيكاترينا لوبيز 4–6، 2–6                                        | باربارا لوز                                      | ألكسندرا نانكارو أولغا سايز لارا      | إستيل كاسينو بيا تشوك لوسيا سيرفيرا فاسكيز ناتاليا كوستيتش              |
| 17 فبراير | بالما نوفا، إسبانيا ملعب ترابي $10،000 قرعة المباريات الفردية والزوجية                                                              | يوليانا ليزارازو ألكسندرا نانكارو 3–6، 4–6                      | آنا كاتالينا ألزاتي إسمرزايفا ناتاليا كوستيتش    | ألكسندرا نانكارو أولغا سايز لارا      | إستيل كاسينو بيا تشوك لوسيا سيرفيرا فاسكيز ناتاليا كوستيتش              |
| 17 فبراير | هلسينغبورغ، السويد ملعب صلب (داخلي) $10٬000 قرعة المباريات الفردية والزوجية                                                         | جاسمينا تينجيتش 1–6، 0–6                                        | ريبيكا بيترسون                                   | ديا هردجلاش كارن باربات               | إلين ألجروين ليزان فان ريت أولغا ينشوك سوزان سيليك                      |
| 17 فبراير | هلسينغبورغ، السويد ملعب صلب (داخلي) $10٬000 قرعة المباريات الفردية والزوجية                                                         | كورنيليا ليستر ليزان فان ريت 4–6، 3–6                           | أولغا ينشوك جاسمينا تينجيتش                      | ديا هردجلاش كارن باربات               | إلين ألجروين ليزان فان ريت أولغا ينشوك سوزان سيليك                      |
| 17 فبراير | نونثابوري، تايلاند ملعب صلب $10٬000 قرعة المباريات الفردية والزوجية                                                                 | تشانغ لينغ 3–6، 3–6                                             | ليو فانجزو                                       | يوك تانكا يانغ زي                     | ميو كاتو نودنيدا لوانجنام هان زينيون ميشيكا أوزيكي                      |
| 17 فبراير | نونثابوري، تايلاند ملعب صلب $10٬000 قرعة المباريات الفردية والزوجية                                                                 | هان زينيون تشانغ كيلين 3–6، 0–6                                 | كاتي بولتر كسون فانج يينج                        | يوك تانكا يانغ زي                     | ميو كاتو نودنيدا لوانجنام هان زينيون ميشيكا أوزيكي                      |
| 17 فبراير | أنطاليا، تركيا ملعب ترابي $10٬000 قرعة المباريات الفردية والزوجية                                                                   | لينكا وينروفا 5–7، 6–4، 6–4                                     | تشو لين                                          | ديانا بوزيان نيكوليتا-كاتالينا داسكال | وانغ بويان بيا كونينغ يانغ زاوكسوان إيكاترين جورجودزي                   |
| 17 فبراير | أنطاليا، تركيا ملعب ترابي $10٬000 قرعة المباريات الفردية والزوجية                                                                   | بيا كونينغ صوفيا كفاتسابايا 2–1، انسحب                          | لي ييهونغ يانغ زاوكسوان                          | ديانا بوزيان نيكوليتا-كاتالينا داسكال | وانغ بويان بيا كونينغ يانغ زاوكسوان إيكاترين جورجودزي                   |
| 24 فبراير | بيناسكو (تورينو)، إيطاليا ملعب ترابي (indoor) $25٬000 قرعة المباريات الفردية والزوجية نسخة محفوظة 2014-10-26 على موقع واي باك مشين. | أناستازيا جريمالسكا 7–6(7–5)، 6–3                               | أناستاسيا فاسيليفا                               | كاميلا روزاتييلو ريكا-لوكا ياني       | جوليا سوساريللو جويا باربييري تيريزا سميتكوفا ريناتا فوراكوفا           |
| 24 فبراير | بيناسكو (تورينو)، إيطاليا ملعب ترابي (indoor) $25٬000 قرعة المباريات الفردية والزوجية نسخة محفوظة 2014-10-26 على موقع واي باك مشين. | نيكول كليريكو جوليا جاتو مونتيكوني 6–1، 5–7، [13–11]            | جوسلين ري آنا سميث                               | كاميلا روزاتييلو ريكا-لوكا ياني       | جوليا سوساريللو جويا باربييري تيريزا سميتكوفا ريناتا فوراكوفا           |
| 24 فبراير | ميناء بورت بيري، أستراليا ملعب صلب $15٬000 قرعة المباريات الفردية والزوجية                                                          | ميسا إجوشي 6–1، 6–2                                             | هيروكو كواتا                                     | ألكساندرينا نايدينوفا ميكي ميامرا     | زوزانا زلوخوفا أشلينج سمنر تشياكي أوكاداي تامي باترسون                  |
| 24 فبراير | ميناء بورت بيري، أستراليا ملعب صلب $15٬000 قرعة المباريات الفردية والزوجية                                                          | جيسيكا مور ألكساندرينا نايدينوفا 6–4، 6–3                       | ميابي إنوي هيروكو كواتا                          | ألكساندرينا نايدينوفا ميكي ميامرا     | زوزانا زلوخوفا أشلينج سمنر تشياكي أوكاداي تامي باترسون                  |
| 24 فبراير | بوينس آيرس، الأرجنتين ملعب ترابي $10٬000 قرعة المباريات الفردية والزوجية                                                            | إيرينا خروماتشيفا 6–2، 7–5                                      | شانيل سيموندز                                    | أرانزا سالو أونيلا كارون              | فرناندا بريتو صوفيا بلانكو جوادالوبي مورينو صوفيا ليني                  |
| 24 فبراير | بوينس آيرس، الأرجنتين ملعب ترابي $10٬000 قرعة المباريات الفردية والزوجية                                                            | يوليا كالبينا إيرينا خروماتشيفا 6–1، 6–1                        | آنا فيكتوريا جوبّي مونياو كونستانزا فيجا          | أرانزا سالو أونيلا كارون              | فرناندا بريتو صوفيا بلانكو جوادالوبي مورينو صوفيا ليني                  |
| 24 فبراير | شرم الشيخ، مصر ملعب صلب $10،000 قرعة المباريات الفردية والزوجية                                                                     | ديمي شورس 6–4، 6–2                                              | إميلي ويبلي سميث                                 | إيلينا-تيودورا كادار آنا فربنسكا      | ديانا بوجولي إنديا ماجن زارا رازافيمهاتراترا خريستينا كازيموفا          |
| 24 فبراير | شرم الشيخ، مصر ملعب صلب $10،000 قرعة المباريات الفردية والزوجية                                                                     | إيدن سيلفا إميلي ويبلي سميث 6–7(4–7)، 6–4، [10–5]               | نيكولا هوراكوڤا أكاري إينو                       | إيلينا-تيودورا كادار آنا فربنسكا      | ديانا بوجولي إنديا ماجن زارا رازافيمهاتراترا خريستينا كازيموفا          |
| 24 فبراير | برون (فرنسا)، فرنسا ملعب صلب (داخلي) $10،000 قرعة المباريات الفردية والزوجية                                                        | إيما ميكولتشيتش 0–6، 5–7                                        | إيزابيلا شنيكوفا                                 | إيمي بوتل دونيا ستامنكوفيتش           | لو جياجينغ لارا ميشيل إيوانا لوريدانا روسكا كيني ليسن                   |
| 24 فبراير | برون (فرنسا)، فرنسا ملعب صلب (داخلي) $10،000 قرعة المباريات الفردية والزوجية                                                        | إيزابيلا شنيكوفا أليونا سوتنيكوفا 7–5، 6–7(5–7)، [5–10]         | آنا كلاسِن كاثرينا لينرت                          | إيمي بوتل دونيا ستامنكوفيتش           | لو جياجينغ لارا ميشيل إيوانا لوريدانا روسكا كيني ليسن                   |
| 24 فبراير | أستانا، كازاخستان ملعب صلب (داخلي) $10،000 قرعة المباريات الفردية والزوجية                                                          | أولغا دوروشينا 7–6(5–7)، 4–6، 6–7(6–8)                          | فيرونيكا كوديرميتوفا                             | مارجريتا لازاريفا ناتاليا أورلوفا     | كاميلا كيريمباييفا أنستاسيا روداكوفا كسينيا ألكان بولينا مونوفا         |
| 24 فبراير | أستانا، كازاخستان ملعب صلب (داخلي) $10،000 قرعة المباريات الفردية والزوجية                                                          | ألبينا خابيبولينا كسينيا ألكان 4–6، 5–7                         | فيرونيكا كابشاي كاميلا كيريمباييفا               | مارجريتا لازاريفا ناتاليا أورلوفا     | كاميلا كيريمباييفا أنستاسيا روداكوفا كسينيا ألكان بولينا مونوفا         |
| 24 فبراير | بالما نوفا، إسبانيا ملعب ترابي $10،000 قرعة المباريات الفردية والزوجية                                                              | جوليا بايولا 5–7، 4–6                                           | إينيس فيرير سواريز                               | يوليانا ليزارازو إيكاترينا لوبيز      | أكفيل باراجينسكيت روز فان در زوان يوشيمي كاواساكي أولغا باريس أزكويتيا  |
| 24 فبراير | بالما نوفا، إسبانيا ملعب ترابي $10،000 قرعة المباريات الفردية والزوجية                                                              | إينيس فيرير سواريز أولغا باريس أزكويتيا 2–6، 6–7(3–7)           | كيم جراجديك مونيك زوور                           | يوليانا ليزارازو إيكاترينا لوبيز      | أكفيل باراجينسكيت روز فان در زوان يوشيمي كاواساكي أولغا باريس أزكويتيا  |
| 24 فبراير | نونتابوري، تايلاند ملعب صلب $10،000 قرعة المباريات الفردية والزوجية                                                                 | شون فانجيينج 6–7(2–7)، 2–6                                      | يوكي تاناكا                                      | تشان تشين وي نودنيدا لوانجنام         | ليو فانجزو كانج سيو كيونج هو يويو كيم دابين                             |
| 24 فبراير | نونتابوري، تايلاند ملعب صلب $10،000 قرعة المباريات الفردية والزوجية                                                                 | نونجنادا واناسوك فرنيا وونجتينتشاي 2–6، 2–6                     | ميو كاتو يوكي تاناكا                             | تشان تشين وي نودنيدا لوانجنام         | ليو فانجزو كانج سيو كيونج هو يويو كيم دابين                             |
| 24 فبراير | أنطاليا، تركيا ملعب ترابي $10،000 قرعة المباريات الفردية والزوجية                                                                   | صوفيا كفاتسابايا 6–2، 0–6، 4–6                                  | إيكاترين جورجودزي                                | نيكوليتا-كاتالينا داسكالو تشو لين     | هيلين بلوسكينا كريستينا أداميسكو لينا جيورشيسكا لينكا وينروفا           |
| 24 فبراير | أنطاليا، تركيا ملعب ترابي $10،000 قرعة المباريات الفردية والزوجية                                                                   | لي ييهونج تشو لين 3–6، 3–6، [3–10]                              | نيكوليتا-كاتالينا داسكالو رالوكا جورجيانا سيربان | نيكوليتا-كاتالينا داسكالو تشو لين     | هيلين بلوسكينا كريستينا أداميسكو لينا جيورشيسكا لينكا وينروفا           |

### مارس
| الأسبوع | البطولة | الفائزات                                                   | الوصيفات                                   | المتأهلات لنصف النهائي              | المتأهلات لربع النهائي                                                         |
| ------- | --- | ---------------------------------------------------------- | ------------------------------------------ | ----------------------------------- | ------------------------------------------------------------------------------ |
| 3 مارس  | كأس بلوسوم تشوانتشو، الصين ملعب صلب $50،000 Singles – Doubles                                                                     | زارينا دياز 1–6، 1–6                                       | نوبون ليرتشيواكارن                         | كسينيا بيرفاك دوان ينغينغ           | وانغ كيانغ شو يفيان إري هوزمي داليلا ياكوبوفيتش                                |
| 3 مارس  | كأس بلوسوم تشوانتشو، الصين ملعب صلب $50،000 Singles – Doubles                                                                     | تشان تشين وي شو يفيان 6–7(4–7)، 1–6                        | صن زيو شو شيلين                            | كسينيا بيرفاك دوان ينغينغ           | وانغ كيانغ شو يفيان إري هوزمي داليلا ياكوبوفيتش                                |
| 3 مارس  | كامبيناس، البرازيل ملعب ترابي $25،000 قرعة المباريات الفردية والزوجية نسخة محفوظة 2014-10-26 على موقع واي باك مشين.               | إيرينا كاميليا باغو 6–2، 6–4                               | ألكسندرا بانوفا                            | ألكسندرا دولغيرو ماريا إيروغيين     | فيرونيكا سبيد رويج باولا كريستينا غونسالفيس كريستينا كوكوفا ستيفاني فوجت       |
| 3 مارس  | كامبيناس، البرازيل ملعب ترابي $25،000 قرعة المباريات الفردية والزوجية نسخة محفوظة 2014-10-26 على موقع واي باك مشين.               | ليودميلا كيتشينوك ألكسندرا بانوفا 6–1، 6–3                 | لورا ثورب ستيفاني فوجت                     | ألكسندرا دولغيرو ماريا إيروغيين     | فيرونيكا سبيد رويج باولا كريستينا غونسالفيس كريستينا كوكوفا ستيفاني فوجت       |
| 3 مارس  | إيرابواتو، المكسيك ملعب صلب $25،000 قرعة المباريات الفردية والزوجية                                                               | أندي دي فرومي 3–6، 6–4، 6–1                                | نعومي أوساكا                               | لسيا تسورينكو تشيي يو هسو           | هايدي الطباخ ساتشي إيشيزو زيمينا هيرموسو يوفانا جاكيش                          |
| 3 مارس  | إيرابواتو، المكسيك ملعب صلب $25،000 قرعة المباريات الفردية والزوجية                                                               | دينيس موريسان أندي دي فرومي 6–4، 5–7، [10–7]               | إيرينا خروماتشيفا آنا زيا                  | لسيا تسورينكو تشيي يو هسو           | هايدي الطباخ ساتشي إيشيزو زيمينا هيرموسو يوفانا جاكيش                          |
| 3 مارس  | برسطن، المملكة المتحدة ملعب صلب (داخلي) $25،000 قرعة المباريات الفردية والزوجية                                                   | كريستينا بليسكوفا 6–3، 7–6(7–4)                            | تشالا بويوكاكاتشاي                         | تيميا باشينسكي كارينا ويثوفت        | كلير فويرشتاين ألبرتا بريانتي ليسلي كيركوف نايومي برودي                        |
| 3 مارس  | برسطن، المملكة المتحدة ملعب صلب (داخلي) $25،000 قرعة المباريات الفردية والزوجية                                                   | تارا مور مارتا سيروتكينا 3–6، 6–1، [13–11]                 | تيميا باشينسكي كريستينا بارويس             | تيميا باشينسكي كارينا ويثوفت        | كلير فويرشتاين ألبرتا بريانتي ليسلي كيركوف نايومي برودي                        |
| 3 مارس  | ميلدورا، أستراليا عشب $15،000 قرعة المباريات الفردية والزوجية                                                                     | جانغ سو جونج 6–1، 6–3                                      | أليسون باي                                 | جيسيكا مور زوزانا زلوخوفا           | فيكتوريا راجيسيك كارولينا ولوداركزاك تامي باترسون أليس بالدوتشي                |
| 3 مارس  | ميلدورا، أستراليا عشب $15،000 قرعة المباريات الفردية والزوجية                                                                     | جانغ سو جونج لي سو را 6–1، 1–6، [10–4]                     | جيسيكا مور ألكساندرينا نايدينوفا           | جيسيكا مور زوزانا زلوخوفا           | فيكتوريا راجيسيك كارولينا ولوداركزاك تامي باترسون أليس بالدوتشي                |
| 3 مارس  | شرم الشيخ، مصر ملعب صلب $10،000 قرعة المباريات الفردية والزوجية                                                                   | إيما لين 6–2، 6–2                                          | مادري لو رو                                | خريستينا كازيموفا كوني بيرين        | نينا ستويانوفيتش أناستاسيا خارتشينكو أولغا يانتشوك علا أبو ذكري                |
| 3 مارس  | شرم الشيخ، مصر ملعب صلب $10،000 قرعة المباريات الفردية والزوجية                                                                   | أكاري إنوي إيما لين 6–2، 6–2                               | ديانا بوجولي خريستينا كازيموفا             | خريستينا كازيموفا كوني بيرين        | نينا ستويانوفيتش أناستاسيا خارتشينكو أولغا يانتشوك علا أبو ذكري                |
| 3 مارس  | أميان، فرنسا ملعب ترابي (indoor) $10،000 قرعة المباريات الفردية والزوجية                                                          | أليس ماتيوكسي 6–4، 6–3                                     | مانو أركانجيولي                            | إيزابيلا شنيكوفا أليس راميه         | أليونا سوتنيكوفا جوستين أوزجا ديبورا شييزا جايد سوفراين                        |
| 3 مارس  | أميان، فرنسا ملعب ترابي (indoor) $10،000 قرعة المباريات الفردية والزوجية                                                          | إيزابيلا شنيكوفا أليونا سوتنيكوفا 6–1، 6–4                 | أنجليكا موراتيلي آنا ريموندينا             | إيزابيلا شنيكوفا أليس راميه         | أليونا سوتنيكوفا جوستين أوزجا ديبورا شييزا جايد سوفراين                        |
| 3 مارس  | أستانا، كازاخستان ملعب صلب (indoor) $10،000 قرعة المباريات الفردية والزوجية                                                       | فيرونيكا كوديرميتوفا 7–6(7–2)، 7–6(7–3)                    | أولغا دوروشينا                             | إيكاترينا ياشينا ناتاليا أورلوفا    | فيرونيكا كابشاي أنستاسيا روداكوفا مارغريتا لازاريفا يانا موغيلنيتسكايا         |
| 3 مارس  | أستانا، كازاخستان ملعب صلب (indoor) $10،000 قرعة المباريات الفردية والزوجية                                                       | آنا دانيلينا أولغا دوروشينا 6–3، 7–6(7–4)                  | ألكسندرا غرينشيشينا كاترينا سليوسار        | إيكاترينا ياشينا ناتاليا أورلوفا    | فيرونيكا كابشاي أنستاسيا روداكوفا مارغريتا لازاريفا يانا موغيلنيتسكايا         |
| 3 مارس  | أنطاليا، تركيا ملعب ترابي $10،000 قرعة المباريات الفردية والزوجية                                                                 | تشو لين 6–1، 6–4                                           | إيرينا شيمانوفيتش                          | فيكتوريا كوزموفا مانا ايوكاوا       | لينا جورشسكا صوفيا كفاتسابايا كريستينا شميدلوفا مارتينا كاريجارو               |
| 3 مارس  | أنطاليا، تركيا ملعب ترابي $10،000 قرعة المباريات الفردية والزوجية                                                                 | إستيل كاسينو مارتينا كوبيشكوفا 6–7(2–7)، 6–2، [10–7]       | مارتينا كاريجارو آنا فلوريس                | فيكتوريا كوزموفا مانا ايوكاوا       | لينا جورشسكا صوفيا كفاتسابايا كريستينا شميدلوفا مارتينا كاريجارو               |
| 3 مارس  | غاينزفيل، الولايات المتحدة ملعب ترابي $10،000 قرعة المباريات الفردية والزوجية                                                     | كاترينا كرامبيروفا 6–3، 6–2                                | كاترينا ستيوارت                            | ماري بوزكوفا ريناتا زارازوا         | زينا هاس آن ليز جيوكينغ أليخاندرا سيسنيروس آندي دانييل                         |
| 3 مارس  | غاينزفيل، الولايات المتحدة ملعب ترابي $10،000 قرعة المباريات الفردية والزوجية                                                     | نيكولا فرانكوفا كاترينا كرامبيروفا 6–4، 6–3                | روكسان إليسون سيرا إليسون                  | ماري بوزكوفا ريناتا زارازوا         | زينا هاس آن ليز جيوكينغ أليخاندرا سيسنيروس آندي دانييل                         |
| 10 مارس | ساو باولو، البرازيل ملعب ترابي 25٬000 $ قرعة المباريات الفردية والزوجية نسخة محفوظة 14-07-2014 على موقع واي باك مشين.             | ايرينا كاميليا باغو 7–5، 4–6، 6–4                          | ألكسندرا بانوفا                            | مارينا ميلنيكوفا ماريا إيروغيين     | فلورنسيا مولينيرو شانيل سيموندز كريستينا كوكوفا فيونا فيرو                     |
| 10 مارس | ساو باولو، البرازيل ملعب ترابي 25٬000 $ قرعة المباريات الفردية والزوجية نسخة محفوظة 14-07-2014 على موقع واي باك مشين.             | ايرينا كاميليا باغو ألكسندرا بانوفا 6–4، 3–6، [11–9]       | ماريا فرناندا ألفاريز تيران ماريا إيروغيين | مارينا ميلنيكوفا ماريا إيروغيين     | فلورنسيا مولينيرو شانيل سيموندز كريستينا كوكوفا فيونا فيرو                     |
| 10 مارس | شنجن (الصين)، الصين ملعب صلب 10٬000 $ قرعة المباريات الفردية والزوجية                                                             | تشانغ كيلين 6–0، 5–7، 6–1                                  | Tian Ran                                   | Polina Leykina Liu Chang            | تانغ هوتشين فاراتشايا وونجتينتشاي Wang Yan Dong Xiaorong                       |
| 10 مارس | شنجن (الصين)، الصين ملعب صلب 10٬000 $ قرعة المباريات الفردية والزوجية                                                             | Han Na-lae يو مي 6–1، 6–1                                  | ناتيلا دزالاميدزه Polina Leykina           | Polina Leykina Liu Chang            | تانغ هوتشين فاراتشايا وونجتينتشاي Wang Yan Dong Xiaorong                       |
| 10 مارس | شرم الشيخ، مصر ملعب صلب 10٬000 $ قرعة المباريات الفردية والزوجية                                                                  | فيتاليا دياتشينكو 3–6، 6–4، 6–1                            | نايومي برودي                               | مارينا شامايكو ديا هردجلاش          | مادري لو رو إيدن سيلفا آنا فيسيلينوفيتش نينا ستويانوفيتش                       |
| 10 مارس | شرم الشيخ، مصر ملعب صلب 10٬000 $ قرعة المباريات الفردية والزوجية                                                                  | نينا ستويانوفيتش آنا فيسيلينوفيتش 6–0، 4–6، [10–6]         | ديا هردجلاش ناتاشا بالها                   | مارينا شامايكو ديا هردجلاش          | مادري لو رو إيدن سيلفا آنا فيسيلينوفيتش نينا ستويانوفيتش                       |
| 10 مارس | جونيس، فرنسا ملعب ترابي (داخلي) $10،000 قرعة المباريات الفردية والزوجية                                                           | آنا ريموندينا 7–5، 7–6(8–6)                                | آن شافر                                    | كارين مورجوشوفا شيرزاد بينامار      | أليونا سوتنيكوفا مانيشا فوستر أودري ألبي إيفا ميكوفيك                          |
| 10 مارس | جونيس، فرنسا ملعب ترابي (داخلي) $10،000 قرعة المباريات الفردية والزوجية                                                           | جيسيكا بونشيه كارولينا ستوشلا 6–7(4–7)، 6–3، [10–3]        | كارولين دانيلز لينا-ماري هوفمان            | كارين مورجوشوفا شيرزاد بينامار      | أليونا سوتنيكوفا مانيشا فوستر أودري ألبي إيفا ميكوفيك                          |
| 10 مارس | كاندية، اليونان ملعب صلب $10،000 قرعة المباريات الفردية والزوجية                                                                  | دينيز خازانيك 7–6(7–4)، 6–3                                | أليكس كولومبون                             | تيريزا مارتينكوفا زينيا كنول        | ماري بينوا نينا تساندر جوليا واتشاتسيك ماجدالينا فريتش                         |
| 10 مارس | كاندية، اليونان ملعب صلب $10،000 قرعة المباريات الفردية والزوجية                                                                  | أكفيل باراجينسكيت ألينا سيليتش 6–2، 6–0                    | دينيشا كولهانكوفا بيترا ميلونوفا           | تيريزا مارتينكوفا زينيا كنول        | ماري بينوا نينا تساندر جوليا واتشاتسيك ماجدالينا فريتش                         |
| 10 مارس | سانتا مارغريتا دي بولا، إيطاليا ملعب ترابي $10،000 قرعة المباريات الفردية والزوجية                                                | كارين كنيل 6–2، 6–1                                        | تاتيانا بيري                               | كلوديا جيوفين يوليانا ليزارازو      | ماشا زيك بشكيريتش سوجانيا بافيستي إينيس فيرير سواريز بياتريس لومباردو          |
| 10 مارس | سانتا مارغريتا دي بولا، إيطاليا ملعب ترابي $10،000 قرعة المباريات الفردية والزوجية                                                | مارتينا كاريجارو آنا فلوريس 6–3، 5–7، [10–8]               | كيم جراجديك ماشا زيك بشكيريتش              | كلوديا جيوفين يوليانا ليزارازو      | ماشا زيك بشكيريتش سوجانيا بافيستي إينيس فيرير سواريز بياتريس لومباردو          |
| 10 مارس | أستانا، كازاخستان ملعب صلب (داخل الصالة) $10،000 قرعة المباريات الفردية والزوجية                                                  | ناتاليا أورلوفا 4–6، 7–5، 6–1                              | كاميلة كيريمباييفا                         | يكاترينا ياشينا ألبينا خابيبولينا   | أناستاسيا كوماردينا ألكسندرا غرنتشيشينا مارغريتا لازاريفا كاترينا سليوسار      |
| 10 مارس | أستانا، كازاخستان ملعب صلب (داخل الصالة) $10،000 قرعة المباريات الفردية والزوجية                                                  | ألكسندرا غرنتشيشينا كاترينا سليوسار 6–4، 7–6(7–3)          | يكاترينا كليويفا صوفيا سماغينا             | يكاترينا ياشينا ألبينا خابيبولينا   | أناستاسيا كوماردينا ألكسندرا غرنتشيشينا مارغريتا لازاريفا كاترينا سليوسار      |
| 10 مارس | بنتة دلغادة، برتغال ملعب صلب $10،000 قرعة المباريات الفردية والزوجية                                                              | إيكاترينا لوبيز 6–4، 6–2                                   | باربارا لوز                                | كويرين ليموين بيرنيلا مينديسوفا     | اليسي ميرتنز جوزفين بواليم تاتيانا بوا كيني ليسن                               |
| 10 مارس | بنتة دلغادة، برتغال ملعب صلب $10،000 قرعة المباريات الفردية والزوجية                                                              | تاتيانا بوا أولغا باريس أثكويتا 6–3، 6–4                   | تيريزا ماليكوفا بيرنيلا مينديسوفا          | كويرين ليموين بيرنيلا مينديسوفا     | اليسي ميرتنز جوزفين بواليم تاتيانا بوا كيني ليسن                               |
| 10 مارس | أنطاليا، تركيا ملعب ترابي $10،000 قرعة المباريات الفردية والزوجية                                                                 | إيرينا شيمانوفيتش 6–2، 6–3                                 | ليزا بونومار                               | لينا جورشيسكا مارتينا كوبيتشكوفا    | باربارا هاس ميلانا سبريمو لينكا جريكوفا يوشيمي كاواساكي                        |
| 10 مارس | أنطاليا، تركيا ملعب ترابي $10،000 قرعة المباريات الفردية والزوجية                                                                 | مانا أيوكاوا إستيل كاسينو 7–5، 7–5                         | لينكا جريكوفا جانينا تولين                 | لينا جورشيسكا مارتينا كوبيتشكوفا    | باربارا هاس ميلانا سبريمو لينكا جريكوفا يوشيمي كاواساكي                        |
| 10 مارس | أورلاندو، الولايات المتحدة ملعب ترابي $10،000 قرعة المباريات الفردية والزوجية                                                     | كاترينا ستيوارت 6–1، 6–1                                   | إليزافيتا يانتشوك                          | أليكساندرا ساسنوفيتش ناتالي سوك     | سيسي بيليس يفجينيا رودينا مايو هيبي أليونا بولسوفا زادوينوف                    |
| 10 مارس | أورلاندو، الولايات المتحدة ملعب ترابي $10،000 قرعة المباريات الفردية والزوجية                                                     | سيسي بيليس أليكسيس نيلسون 6–2، 0–6، [11–9]                 | سالي بيرز ناتالي بلوسكوتا                  | أليكساندرا ساسنوفيتش ناتالي سوك     | سيسي بيليس يفجينيا رودينا مايو هيبي أليونا بولسوفا زادوينوف                    |
| 17 مارس | إينيسبروك، الولايات المتحدة ملعب ترابي 25٬000 دولار قرعة المباريات الفردية والزوجية نسخة محفوظة 2014-01-29 على موقع واي باك مشين. | غريس مين 5–7، 0–6                                          | نيكول غيبس                                 | جويا باربييري لويزا تشيريكو         | ماديسون برينجل كاترينا ستيوارت تشانغ لينغ يوليا بوتنتسيفا                      |
| 17 مارس | إينيسبروك، الولايات المتحدة ملعب ترابي 25٬000 دولار قرعة المباريات الفردية والزوجية نسخة محفوظة 2014-01-29 على موقع واي باك مشين. | جويا باربييري جوليا كوهين 6–7(5–7)، 0–6                    | آلي كيك ساتشيا فيكري                       | جويا باربييري لويزا تشيريكو         | ماديسون برينجل كاترينا ستيوارت تشانغ لينغ يوليا بوتنتسيفا                      |
| 17 مارس | سانتياغو، تشيلي ملعب ترابي 10٬000 دولار قرعة المباريات الفردية والزوجية                                                           | غابرييلا سي 3–6، 5–7                                       | فرناندا بريتو                              | ناديه بودوروسكا فيكتوريا بوثيو      | كاميلا سيلفا صوفيا بلانكو مكارينا أوليفاريس لوبيز فيرا أليشييفا                |
| 17 مارس | سانتياغو، تشيلي ملعب ترابي 10٬000 دولار قرعة المباريات الفردية والزوجية                                                           | فرناندا بريتو كاميلا سيلفا 6–1، 6–7(5–7)، [7–10]           | صوفيا بلانكو ناديه بودوروسكا               | ناديه بودوروسكا فيكتوريا بوثيو      | كاميلا سيلفا صوفيا بلانكو مكارينا أوليفاريس لوبيز فيرا أليشييفا                |
| 17 مارس | Shenzhen، الصين ملعب صلب 10٬000 دولار قرعة المباريات الفردية والزوجية                                                             | تانغ هوتشين 6–3، 6–2                                       | تشانغ كيلين                                | تشو لين تشان تشين وي                | هو يوي يانغ زي يو مي سابينا شاريبوفا                                           |
| 17 مارس | Shenzhen، الصين ملعب صلب 10٬000 دولار قرعة المباريات الفردية والزوجية                                                             | هان زينيون تشانغ كيلين 6–3، 2–6، [13–11]                   | تشان تشين وي ليو تشانغ                     | تشو لين تشان تشين وي                | هو يوي يانغ زي يو مي سابينا شاريبوفا                                           |
| 17 مارس | شرم الشيخ، مصر ملعب صلب $10،000 قرعة المباريات الفردية والزوجية                                                                   | نايومي برودي 6–2، 3–0، انسحاب.                             | فيتاليا دياتشينكو                          | أليس سافوريتي آنا فيسيلينوفيتش      | مادري لو رو براسارثانا ثومبار زوزانا لوكناروفا إميلي ويبلي سميث                |
| 17 مارس | شرم الشيخ، مصر ملعب صلب $10،000 قرعة المباريات الفردية والزوجية                                                                   | أوجينيا باشكوفا آنا فيسيلينوفيتش 6–3، 7–5                  | إيما لين إميلي ويبلي سميث                  | أليس سافوريتي آنا فيسيلينوفيتش      | مادري لو رو براسارثانا ثومبار زوزانا لوكناروفا إميلي ويبلي سميث                |
| 17 مارس | لو هافر، فرنسا ملعب ترابي (داخلي) $10،000 قرعة المباريات الفردية والزوجية                                                         | إيفون كافالي ريميرس 2–6، 6–4، 6–3                          | مارتينا كولمنيا                            | فاندا لوكاش مانو أركانجيولي         | إيزابيلا شنيكوفا أليونا سوتنيكوفا كارلا تولي جاد سوفريان                       |
| 17 مارس | لو هافر، فرنسا ملعب ترابي (داخلي) $10،000 قرعة المباريات الفردية والزوجية                                                         | إيزابيلا شنيكوفا أليونا سوتنيكوفا 6–4، 6–3                 | بيرنيس فان دي فيلد كيلي فيرستيغ            | فاندا لوكاش مانو أركانجيولي         | إيزابيلا شنيكوفا أليونا سوتنيكوفا كارلا تولي جاد سوفريان                       |
| 17 مارس | هيراكليون، اليونان ملعب صلب $10،000 قرعة المباريات الفردية والزوجية                                                               | آنا سميث 6–1، 6–3                                          | زينيا كنول                                 | نينا تساندر جاكلين كاباج أواد       | أكفيل باراجينسكيت لويزا ماري هوبر إيمي بوتل ماري بينوا                         |
| 17 مارس | هيراكليون، اليونان ملعب صلب $10،000 قرعة المباريات الفردية والزوجية                                                               | كاثينكا فون ديكمان بياترا أوبرالوفا 7–5، 6–2               | أغاتا بارانسكا فيفيان زلاتانوفا            | نينا تساندر جاكلين كاباج أواد       | أكفيل باراجينسكيت لويزا ماري هوبر إيمي بوتل ماري بينوا                         |
| 17 مارس | سانتا مارغريتا دي بولا، إيطاليا ملعب ترابي $10،000 قرعة المباريات الفردية والزوجية                                                | ماشا زيك بشكيريتش 6–4، 6–4                                 | صوفيا كوفاليتز                             | مارتينا كاريغارو كارين كينيل        | إينيس فيرير سواريز سوجنيا بافيستي باربورا ستيفكوفا إستيل كاسينو                |
| 17 مارس | سانتا مارغريتا دي بولا، إيطاليا ملعب ترابي $10،000 قرعة المباريات الفردية والزوجية                                                | يوليانا ليزارازو ألكساندرا نانكاراو 6–3، 4–6، [11–9]       | أليس ماتيوكسي ديسبينا باباميتشايل          | مارتينا كاريغارو كارين كينيل        | إينيس فيرير سواريز سوجنيا بافيستي باربورا ستيفكوفا إستيل كاسينو                |
| 17 مارس | كوفو، اليابان ملعب صلب 10،000 دولار قرعة المباريات الفردية والزوجية                                                               | تشيأكي أوكاداو 3–6، 7–6(9–7)، 6–2                          | مانا أيوكاوا                               | تشوي جي هي كانغ سيو كيونغ           | يورينا كوشينو أكاري إينو ماتشيكا مياجي ماي مينوكوشي                            |
| 17 مارس | كوفو، اليابان ملعب صلب 10،000 دولار قرعة المباريات الفردية والزوجية                                                               | ناغي هاناتاني هيكاري ياماموتو 3–6، 6–2، [10–7]             | ريكو فوجيوكا هاياكا موراسي                 | تشوي جي هي كانغ سيو كيونغ           | يورينا كوشينو أكاري إينو ماتشيكا مياجي ماي مينوكوشي                            |
| 17 مارس | ليما، بيرو ملعب ترابي 10،000 دولار قرعة المباريات الفردية والزوجية                                                                | تشيللا أرغيلان 4–6، 6–4، 6–3                               | كارولينا زيبالوس                           | ويندي زانغ بيرتا بوناردي            | أيميت أوزكاتيغي ماريا أغوستينا دي كارلي أنستاسيا نيفيدوفا ستيفاني مارييل بيتيت |
| 17 مارس | ليما، بيرو ملعب ترابي 10،000 دولار قرعة المباريات الفردية والزوجية                                                                | تمارا تشروفيتش يانا سيزيكوفا 6–4، 7–5                      | صوفيا لويني أرانزا سالو                    | ويندي زانغ بيرتا بوناردي            | أيميت أوزكاتيغي ماريا أغوستينا دي كارلي أنستاسيا نيفيدوفا ستيفاني مارييل بيتيت |
| 17 مارس | بونتا ديلغادا، البرتغال ملعب صلب 10،000 دولار قرعة المباريات الفردية والزوجية                                                     | اليسي ميرتنز 6–2، 6–4                                      | باربارا لوز                                | تاتيانا بوا تيريزا ماليكوفا         | كاتيرينا فانكوفا إيكاترينا لوبيز كيني ليسن فاليريا ستراكوفا                    |
| 17 مارس | بونتا ديلغادا، البرتغال ملعب صلب 10،000 دولار قرعة المباريات الفردية والزوجية                                                     | اليسي ميرتنز سفياتلانا بيرازينكا 6–1، 6–2                  | تيريزا ماليكوفا بيرنيلا منديسوفا           | تاتيانا بوا تيريزا ماليكوفا         | كاتيرينا فانكوفا إيكاترينا لوبيز كيني ليسن فاليريا ستراكوفا                    |
| 17 مارس | أنطاليا، تركيا ملعب صلب $10،000 قرعة المباريات الفردية والزوجية                                                                   | دينيسا أليرتوفا 6–3، 6–2                                   | باربورا كرجتشيكوفا                         | ليسا بونومار كسينيا ألكان           | شانتال شكاملوفا إيرينا ماريا بارا ألكسندرا زينوفكا سوزان سيليك                 |
| 17 مارس | أنطاليا، تركيا ملعب صلب $10،000 قرعة المباريات الفردية والزوجية                                                                   | إيكاترين جورجودزي صوفيا كفاتسابايا 4–6، 6–1، [10–8]        | ناتاليا كوستيتش شانتال شكاملوفا            | ليسا بونومار كسينيا ألكان           | شانتال شكاملوفا إيرينا ماريا بارا ألكسندرا زينوفكا سوزان سيليك                 |
| 24 مارس | أوپن جي دي إف سويز سين-ايه-مارن كروسي-بوبا، فرنسا ملعب صلب (indoor) $50،000 الفردي – الزوجي                                       | كلير فويرشتاين 6–3، 4–6، 6–4                               | ريناتا فوراكوفا                            | تيريزا سميتكوفا كاترينا سينياكوفا   | ليودميلا كيتشينوك ألبرتا بريانتي أنس جابر ميرتل جورج                           |
| 24 مارس | أوپن جي دي إف سويز سين-ايه-مارن كروسي-بوبا، فرنسا ملعب صلب (indoor) $50،000 الفردي – الزوجي                                       | مارغريتا جاسباريان ليودميلا كيتشينوك 6–2، 6–4              | كريستينا بارويس إيليني دانيليدو            | تيريزا سميتكوفا كاترينا سينياكوفا   | ليودميلا كيتشينوك ألبرتا بريانتي أنس جابر ميرتل جورج                           |
| 24 مارس | ذا أوكس كلوب تشالينجر أوسبري، الولايات المتحدة ملعب ترابي $50،000 الفردي – الزوجي                                                 | آنا كارولينا شميدلوفا 6–2، 6–3                             | مارينا إراكوفيتش                           | يانا كابلوفا لورديس دومينغيز لينو   | كيكي بيرتينس كرمن إيلونا رومينا أوبراندي يوهانا لارسون                         |
| 24 مارس | ذا أوكس كلوب تشالينجر أوسبري، الولايات المتحدة ملعب ترابي $50،000 الفردي – الزوجي                                                 | ريكا فوجيوارا شيه شو-ينغ 6–3، 6–7(5–7)، [10–4]             | إيرينا فالكوني إيفا هردينوفا               | يانا كابلوفا لورديس دومينغيز لينو   | كيكي بيرتينس كرمن إيلونا رومينا أوبراندي يوهانا لارسون                         |
| 24 مارس | ريبيراو بريتو، البرازيل ملعب ترابي $10،000 قرعة المباريات الفردية والزوجية                                                        | فيكتوريا بوثيو 0–6، 5–7                                    | غابرييلا سي                                | آنا كلارا دوارتي ناثاليا روسي       | براندي مينا إيزابيلا كاباتو كمارجو إنغريد جامارا مارتينز ماريا فرناندا ألفيس   |
| 24 مارس | ريبيراو بريتو، البرازيل ملعب ترابي $10،000 قرعة المباريات الفردية والزوجية                                                        | ماريا فرناندا ألفيس آنا كلارا دوارتي 4–6، 6–4، [9–11]      | غابرييلا سي إدواردا بياي                   | آنا كلارا دوارتي ناثاليا روسي       | براندي مينا إيزابيلا كاباتو كمارجو إنغريد جامارا مارتينز ماريا فرناندا ألفيس   |
| 24 مارس | شينزين، الصين ملعب صلب $10،000 قرعة المباريات الفردية والزوجية                                                                    | تشان تشين وي 2–6، 3–6، 3–6                                 | ليو فانجزو                                 | ليو تشانغ لو جياجينغ                | هو يويي جاي آو لي هوا تشن كزون فانغيينغ                                        |
| 24 مارس | شينزين، الصين ملعب صلب $10،000 قرعة المباريات الفردية والزوجية                                                                    | هان زينيون تشانغ كيلين 0–6، 3–6                            | جاي آو وانج يان                            | ليو تشانغ لو جياجينغ                | هو يويي جاي آو لي هوا تشن كزون فانغيينغ                                        |
| 24 مارس | شرم الشيخ، مصر ملعب صلب $10،000 قرعة المباريات الفردية والزوجية                                                                   | إميلي ويبلي سميث 6–7(7–9)، 6–0، 4–6                        | إيفجينيا باشكوفا                           | بريت جيوكينز زوزانا لوكناروفا       | آني فانجيلوفا تيودورا رادوسافلييفيتش مادري لو رو فيفيان يوهاسوفا               |
| 24 مارس | شرم الشيخ، مصر ملعب صلب $10،000 قرعة المباريات الفردية والزوجية                                                                   | إيفجينيا باشكوفا برارتانا ثومباري 2–6، 4–6                 | لورا ديغمان إميلي ويبلي سميث               | بريت جيوكينز زوزانا لوكناروفا       | آني فانجيلوفا تيودورا رادوسافلييفيتش مادري لو رو فيفيان يوهاسوفا               |
| 24 مارس | هيراكليون، اليونان ملعب صلب $10،000 قرعة المباريات الفردية والزوجية                                                               | آنا زيا 6–4، 6–1                                           | كاثينكا فون ديكمان                         | أناستاسيا سايتوفا باربارا لوز       | سامانثا موراي جوستينا ججيولكا ليزا ماريا موزر زينيا كنول                       |
| 24 مارس | هيراكليون، اليونان ملعب صلب $10،000 قرعة المباريات الفردية والزوجية                                                               | ليسان فان ريت مونيك زور 6–4، 7–5                           | مارينا لازيتش بوجانا مارينكوفيتش           | أناستاسيا سايتوفا باربارا لوز       | سامانثا موراي جوستينا ججيولكا ليزا ماريا موزر زينيا كنول                       |
| 24 مارس | سانتا مارغريتا دي بولا، إيطاليا ملعب ترابي $10،000 قرعة المباريات الفردية والزوجية                                                | أليس بالدوتشي 6–3، 5–7، 6–3                                | إستيل كاسينو                               | ديسبينا باباميتشايل أولغا سايز لارا | صوفيا كوفاليتس إيفون نويورث أنجيلا لويورز باربورا شتيفكوفا                     |
| 24 مارس | سانتا مارغريتا دي بولا، إيطاليا ملعب ترابي $10،000 قرعة المباريات الفردية والزوجية                                                | ألكسندرا نانكاروز أولغا سايز لارا 6–3، 4–6، [10–8]         | روزالي فان دير هوك ديسبينا باباميتشايل     | ديسبينا باباميتشايل أولغا سايز لارا | صوفيا كوفاليتس إيفون نويورث أنجيلا لويورز باربورا شتيفكوفا                     |
| 24 مارس | نيشيتاما، اليابان ملعب صلب $10،000 قرعة المباريات الفردية والزوجية                                                                | ميابي إينو 1–6، 7–5، 6–1                                   | نودنيدا لوانجنام                           | يووكي تاناكا ريكو ساوياناجي         | ماكوتو نينوميا نونجنادا واناسوك تشياكي أوكاداوي شيوهو أكيتا                    |
| 24 مارس | نيشيتاما، اليابان ملعب صلب $10،000 قرعة المباريات الفردية والزوجية                                                                | جونري ناميجاتا أكيكو يونيمورا 6–2، 6–4                     | شوي جي-هي أكاري إينو                       | يووكي تاناكا ريكو ساوياناجي         | ماكوتو نينوميا نونجنادا واناسوك تشياكي أوكاداوي شيوهو أكيتا                    |
| 24 مارس | ليما، بيرو ملعب ترابي $10،000 قرعة المباريات الفردية والزوجية                                                                     | ناديه بودوروسكا 6–3، 6–4                                   | كارلا لوسيرو                               | يانا سيزيكوفا أناستازيا بيفوفاروفا  | صوفيا لوني ويندي زانغ تمارا تشروفيتش كارولينا زيبالوس                          |
| 24 مارس | ليما، بيرو ملعب ترابي $10،000 قرعة المباريات الفردية والزوجية                                                                     | تمارا تشروفيتش يانا سيزيكوفا 6–2، 7–6(7–2)                 | صوفيا لوني أرانزا سالو                     | يانا سيزيكوفا أناستازيا بيفوفاروفا  | صوفيا لوني ويندي زانغ تمارا تشروفيتش كارولينا زيبالوس                          |
| 24 مارس | أنطاليا، تركيا ملعب صلب $10،000 قرعة المباريات الفردية والزوجية                                                                   | دينيسا أليرتوفا 6–4، 6–3                                   | بيبيان ويجيرس                              | باربورا كرجتشيكوفا باشاك إرايدن     | أغنيس بوكتا ميليس سيزر مييا كاتسيتادزي لينكا جريكوفا                           |
| 24 مارس | أنطاليا، تركيا ملعب صلب $10،000 قرعة المباريات الفردية والزوجية                                                                   | سوزان سيليك كوتومي تاكهاتا 6–4، 6–3                        | باربورا كرجتشيكوفا ايبك سويلو              | باربورا كرجتشيكوفا باشاك إرايدن     | أغنيس بوكتا ميليس سيزر مييا كاتسيتادزي لينكا جريكوفا                           |
| 31 مارس | سيجوروس بوليفار أوبن ميديلين ميديلين، كولومبيا ملعب ترابي 50٬000$+H فردي – زوجي                                                   | فيرونيكا سبيد رويج 6–4، 4–6، 6–4                           | ايرينا كاميليا باغو                        | فارفارا فلينك ماريا إيروغيين        | جايا سانيسي لارا أروابارينا فلورنسيا مولينيرو رومينا أوبراندي                  |
| 31 مارس | سيجوروس بوليفار أوبن ميديلين ميديلين، كولومبيا ملعب ترابي 50٬000$+H فردي – زوجي                                                   | ايرينا كاميليا باغو ماريا إيروغيين 6–2، 7–6(7–2)           | مونيك أدامكزاك مارينا شامايكو              | فارفارا فلينك ماريا إيروغيين        | جايا سانيسي لارا أروابارينا فلورنسيا مولينيرو رومينا أوبراندي                  |
| 31 مارس | إدجباستن، المملكة المتحدة ملعب صلب (داخلي) 25٬000$ قرعة المباريات الفردية والزوجية نسخة محفوظة 2014-04-07 على موقع واي باك مشين.  | تشالا بويوكاكاتشاي 6–4، 2–6، 6–2                           | بولين بارمنتييه                            | سامانثا موراي أنس جابر              | نايومي برودي ديانا مارسنكفيتشا جوليا جاتو مونتيكوني ماريا إلينا كاميرين        |
| 31 مارس | إدجباستن، المملكة المتحدة ملعب صلب (داخلي) 25٬000$ قرعة المباريات الفردية والزوجية نسخة محفوظة 2014-04-07 على موقع واي باك مشين.  | جوسلين ري آنا سميث 3–6، 5–7، [10–4]                        | ماجدا لينيت أمرا ساديكوفيتش                | سامانثا موراي أنس جابر              | نايومي برودي ديانا مارسنكفيتشا جوليا جاتو مونتيكوني ماريا إلينا كاميرين        |
| 31 مارس | جاكسون، الولايات المتحدة ملعب ترابي 25٬000$ قرعة المباريات الفردية والزوجية                                                       | ألريكك إيكري 6–2، 6–4                                      | أنهيلينا كالينينا                          | ناستجا كولار كرمن إيلونا            | كيارا شول بولينا فينوغرادوفا مايو هيبي ماشا زيك بشكيريتش                       |
| 31 مارس | جاكسون، الولايات المتحدة ملعب ترابي 25٬000$ قرعة المباريات الفردية والزوجية                                                       | شانيل سيموندز ماشا زيك بشكيريتش 7–6(7–5)، 3–6، [5–10]      | إريكا سما يوريكا سما                       | ناستجا كولار كرمن إيلونا            | كيارا شول بولينا فينوغرادوفا مايو هيبي ماشا زيك بشكيريتش                       |
| 31 مارس | ماونت ويفرلي، أستراليا ملعب ترابي $15،000 قرعة المباريات الفردية والزوجية                                                         | هان زينيون 2–6، 3–6                                        | توري كينارد                                | تامي باترسون ميو كاتو               | أرينا روديونوفا ميشيكا أوزيكي جيسيكا مور ماي مينوكوشي                          |
| 31 مارس | ماونت ويفرلي، أستراليا ملعب ترابي $15،000 قرعة المباريات الفردية والزوجية                                                         | جيسيكا مور ألكساندرينا نايدينوفا 4–6، 2–6                  | تامي باترسون إيلين بيريز                   | تامي باترسون ميو كاتو               | أرينا روديونوفا ميشيكا أوزيكي جيسيكا مور ماي مينوكوشي                          |
| 31 مارس | ديجون، فرنسا ملعب صلب (داخلي) $15،000 قرعة المباريات الفردية والزوجية                                                             | ميكايلا كرايتشيك 3–6، 7–5، 6–2                             | أولغا دوروشينا                             | يكاترينا ياشينا ميهارو إيمانيشي     | ليدزيا ماروزافا ماريانا زاكارليوك مارتينا بوريتسكا نينا تساندر                 |
| 31 مارس | ديجون، فرنسا ملعب صلب (داخلي) $15،000 قرعة المباريات الفردية والزوجية                                                             | ريكا-لوكا ياني إيزابيلا شنيكوفا 6–3، 7–5                   | مارتينا بوريتسكا ميكايلا كرايتشيك          | يكاترينا ياشينا ميهارو إيمانيشي     | ليدزيا ماروزافا ماريانا زاكارليوك مارتينا بوريتسكا نينا تساندر                 |
| 31 مارس | المنامة، البحرين ملعب صلب $10،000 قرعة المباريات الفردية والزوجية                                                                 | كويرين ليموين 4–6، 6–1، 6–2                                | فاطمة النبهاني                             | فاليريا بروسپيري كاثرينا لينرت      | وانغ شياو ميكايلا فرليتسكا پريرنا بامبري هارموني تان                           |
| 31 مارس | المنامة، البحرين ملعب صلب $10،000 قرعة المباريات الفردية والزوجية                                                                 | ميكايلا فرليتسكا كاثرينا لينرت 6–0، 6–2                    | ليندا دوبيسكا يفغينيا سفينتسوفا            | فاليريا بروسپيري كاثرينا لينرت      | وانغ شياو ميكايلا فرليتسكا پريرنا بامبري هارموني تان                           |
| 31 مارس | ساو جوزيه دوس كامبوس، البرازيل ملعب ترابي $10،000 قرعة المباريات الفردية والزوجية                                                 | باولا كريستينا غونسالفيس 6–2، 3–6، 6–2                     | ماريا فرناندا ألفيس                        | ناتاليا روسي إدواردا بياي           | غابرييلا سي ناتالي كوراتا أنيتا سافرونينكا إنغريد غامارا مارتينز               |
| 31 مارس | ساو جوزيه دوس كامبوس، البرازيل ملعب ترابي $10،000 قرعة المباريات الفردية والزوجية                                                 | ماريا فرناندا ألفيس باولا كريستينا غونسالفيس 7–6(7–0)، 7–5 | غابرييلا سي إدواردا بياي                   | ناتاليا روسي إدواردا بياي           | غابرييلا سي ناتالي كوراتا أنيتا سافرونينكا إنغريد غامارا مارتينز               |
| 31 مارس | شيبينيك، كرواتيا طين 10،000 دولار القوائم الفردية والزوجية                                                                        | كاتارينا يوكيتش 6–4، 6–1                                   | إيفا ميكوفيتش                              | جانينا تولين ميلانا سبريمو          | إيفا روتاروفا لينا رايخل مارتينا كوبيتشكوفا فيكتوريا توموفا                    |
| 31 مارس | شيبينيك، كرواتيا طين 10،000 دولار القوائم الفردية والزوجية                                                                        | آغنيس بوكتا فيكتوريا توموفا 7–6(14–12)، 6–1                | إيفا روتاروفا كارولينا ستوشل               | جانينا تولين ميلانا سبريمو          | إيفا روتاروفا لينا رايخل مارتينا كوبيتشكوفا فيكتوريا توموفا                    |
| 31 مارس | شرم الشيخ، مصر صلب 10،000 دولار القوائم الفردية والزوجية                                                                          | ساندرا زانيوسكا 2–6، 1–6                                   | إلينا تيودورا كدار                         | آينا شافنر رييرا أليسا كامبلوني     | فيفيان يوهوسوفا بريت غوكنز يوجينيا باشكوفا مارتينا برادوفا                     |
| 31 مارس | شرم الشيخ، مصر صلب 10،000 دولار القوائم الفردية والزوجية                                                                          | جانا فيت ألكسندرا كوراشفيلي 4–6، 5–7                       | علا أبو ذكري ميار شريف                     | آينا شافنر رييرا أليسا كامبلوني     | فيفيان يوهوسوفا بريت غوكنز يوجينيا باشكوفا مارتينا برادوفا                     |
| 31 مارس | هيراكليون، اليونان صلبة $10،000 فردي وزوجي                                                                                        | بولينا ليكينا 2–6، 7–6(3–7)، 5–7                           | إيما ميكولتشيتش                            | آنا زيا زينيا كنول                  | جوستينا ججيولكا أماندا كاريراس كاثينكا فون ديكمان أينوا أتوكا غوميز            |
| 31 مارس | هيراكليون، اليونان صلبة $10،000 فردي وزوجي                                                                                        | سيلا بورزاني إيلكا تشورجي 6–4، 3–6، [6–10]                 | فالنتيني جراماتيكوبولو بولينا ليكينا       | آنا زيا زينيا كنول                  | جوستينا ججيولكا أماندا كاريراس كاثينكا فون ديكمان أينوا أتوكا غوميز            |
| 31 مارس | سانتا مارغريتا دي بولا، إيطاليا ترابية $10،000 فردي وزوجي                                                                         | أليس بالدوتشي 7–6(6–8)، 1–6، 0–6                           | إينيس فيرير سواريز                         | تاتيانا بوا يلينا أوستابينكو        | أنجيلا لوفورز ستيفانيا روبيني مارتينا سبيلاريللي كارين مورغوشوفا               |
| 31 مارس | سانتا مارغريتا دي بولا، إيطاليا ترابية $10،000 فردي وزوجي                                                                         | أليس بالدوتشي ديانا بوزيان 6–3، 1–6، [1–10]                | تاتيانا بوا إينيس فيرير سواريز             | تاتيانا بوا يلينا أوستابينكو        | أنجيلا لوفورز ستيفانيا روبيني مارتينا سبيلاريللي كارين مورغوشوفا               |
| 31 مارس | شيمكنت، كازاخستان ترابية $10،000 فردي وزوجي                                                                                       | فيفيان زلاتانوفا 7–6(7–1)، 6–0                             | ألكسندرا جرينشيشينا                        | كاملا كيريمباييفا ألبينا خابيبولينا | أرينا فولتز داريا لوديكوفا غوزال يوسفوفا مارجريتا لازاريفا                     |
| 31 مارس | شيمكنت، كازاخستان ترابية $10،000 فردي وزوجي                                                                                       | آنا جريجوريان فيفيان زلاتانوفا 7–6(7–5)، 6–2               | ديانا بوجولي مارجريتا لازاريفا             | كاملا كيريمباييفا ألبينا خابيبولينا | أرينا فولتز داريا لوديكوفا غوزال يوسفوفا مارجريتا لازاريفا                     |
| 31 مارس | ليما، بيرو طين $10،000 قرعة الفردي والزوجي                                                                                        | ناديه بودوروسكا 6–2، 6–4                                   | تشيلا أرجيلان                              | ستيفاني مارييل بيتي أرانزا سالو     | يانا سيزيكوفا جايدا دانييل نعومي توتكا ماريا أوغوستينا دي كارلي                |
| 31 مارس | ليما، بيرو طين $10،000 قرعة الفردي والزوجي                                                                                        | تمارا تشروفيتش يانا سيزيكوفا 6–0، 6–4                      | ستيفاني مارييل بيتي كارولينا زيبالوس       | ستيفاني مارييل بيتي أرانزا سالو     | يانا سيزيكوفا جايدا دانييل نعومي توتكا ماريا أوغوستينا دي كارلي                |
| 31 مارس | أنطاليا، تركيا صلب $10،000 قرعة الفردي والزوجي                                                                                    | جوليا تيرزيسكا 7–6(7–5)، 6–2                               | ميليس سيزر                                 | لينكا جريكوفا آنا كلاسِن             | دينيسا أليرتوفا ناتاليا فايدوفا ألينا سيليتش لينا جيرشيسكا                     |
| 31 مارس | أنطاليا، تركيا صلب $10،000 قرعة الفردي والزوجي                                                                                    | دينيسا أليرتوفا شانتال شكاملوفا 6–2، 6–1                   | ميليس سيزر ايبك سويلو                      | لينكا جريكوفا آنا كلاسِن             | دينيسا أليرتوفا ناتاليا فايدوفا ألينا سيليتش لينا جيرشيسكا                     |

## الروابط الخارجية
- "10،600 لاعبة، 1135 حدثًا: جولة الاتحاد الدولي لكرة المضرب العالمية للسيدات لعام 2023 بالأرقام". الاتحاد الدولي لكرة المضرب. اطلع عليه بتاريخ 2024-01-02.
- "أجندة جولة الاتحاد الدولي لكرة المضرب العالمية للسيدات". الاتحاد الدولي لكرة المضرب. اطلع عليه بتاريخ 2024-01-02.
- الاتحاد الدولي لكرة المضرب